# Haroun Tazieff
Vous lisez un « bon article » labellisé en 2022.
Pour les articles homonymes, voir Tazieff.
Haroun Tazieff (en russe : Гарун Тазиев, Garoun Taziev ; en tatar : Harun Taciev, cyrillique : Һарун Таҗиев), né le 11 mai 1914 à Varsovie (Empire russe) et mort le 2 février 1998 à Paris (France), est un volcanologue, spéléologue, ingénieur des mines, écrivain, cinéaste et homme politique, né russe puis naturalisé successivement belge (1936) et français (1971).
Tazieff est considéré comme un des pionniers de la volcanologie moderne, qui prend son essor au cours de la seconde moitié du XXe siècle. Grâce aux nombreuses expéditions qu’il mène sur les volcans du monde entier à partir des années 1950, il contribue à développer cette science, dont il défend une approche multidisciplinaire en collaborant notamment avec chimistes et physiciens. Ses travaux de recherche sont novateurs et concernent principalement le rôle moteur des gaz dans les mécanismes éruptifs ainsi que l'apport de la volcanologie à la confirmation de la théorie de la tectonique des plaques. Pendant toute sa carrière, il reste un adepte des mesures sur le terrain ; avec son équipe, il met au point de nombreux instruments, dont plusieurs deviennent des éléments de référence en la matière. Il développe également l'analyse des risques dus aux éruptions volcaniques et milite en faveur de la prévention auprès des populations. Son caractère reconnu comme difficile l'engage dans de nombreuses controverses scientifico-médiatiques, la plus célèbre étant celle liée à l'éruption de la Soufrière de Guadeloupe en 1976, et à la crise politique qui s'est ensuivie.
Sous la première présidence de François Mitterrand (1981-1986), il est commissaire puis nommé secrétaire d'État chargé de la prévention des risques naturels et technologiques majeurs en France, sous le gouvernement de Laurent Fabius en juillet 1984. Il met en place le système d’indemnisation des victimes de catastrophes naturelles ainsi que les premiers plans d'exposition aux risques naturels prévisibles.
Il se fait connaître mondialement par l'écriture et la réalisation de nombreuses œuvres de vulgarisation scientifique sur les volcans. Il fait partie des pionniers du long métrage documentaire, avec notamment Les Rendez-vous du diable (1958) et Le Volcan interdit (1966), films pour lesquels il obtient de nombreux prix.

## Biographie

### Jeunesse

#### Enfance et éducation (1914-1932)
Haroun Tazieff naît le 11 mai 1914 à Varsovie, capitale polonaise alors sous tutelle de la Russie tsariste. Tazieff aime à définir ses origines par l'expression « tutti frutti » : en effet, sa mère, une chimiste et docteure en sciences politiques polonaise, et son père, médecin russe, ont eux-mêmes des racines multiples.
Son père, Sabir Tazieff (1885-1914), est un Tatar musulman, né dans la steppe de l'Asie centrale russe, à proximité de Tachkent (dans l'actuel Ouzbékistan),, le patronyme Tazieff étant la russification de Tadji, prénom d'un aïeul de Sabir. Sabir, officier médecin dans le corps dit « étranger » de l'armée impériale, qui deviendra la « Division sauvage » du grand duc Michel Alexandrovitch de Russie, est tué sur le front aux premiers jours de la guerre de 1914-1918.
Sa mère, Zénitta Illiassovna Klupta (1886-1984), naît à Daugavpils, ville balte de l'Empire russe (dans l'actuelle Lettonie), d'un père médecin juif, Illias Klupt, et d'une mère chrétienne orthodoxe, Sophie Arianoff, fille du gouverneur germano-balte de la forteresse locale, Sava Filipovitch von Arian. Zénitta devient docteure en sciences naturelles et chimie, et licenciée en sciences politiques de l'université libre de Bruxelles, où elle fait la connaissance de Sabir. Ils se marient dans cette ville en 1906. Ils ont un premier enfant, Salvator, qui ne vit que deux mois. En 1913, ils s'installent à Varsovie où naît leur second enfant, Haroun. La guerre ayant éclaté, Sabir étant parti au front, Zénitta décide de déménager avec son fils pour Petrograd, plus loin des combats. Zénitta Illiassovna Tazieva (de son nom complet une fois mariée) n'apprend la mort de son mari qu'en 1919, une fois la guerre terminée.
Sympathisante bolchévique, Zénitta profite de l'ordre nouveau instauré par la révolution russe pour être envoyée en 1919 par le parti à Tbilissi (Géorgie) où elle travaille au service administratif du recensement des populations. Mais rattrapée une fois de plus par la guerre, civile cette fois-ci, elle émigre de nouveau avec son fils, en 1921. Tout d'abord à Paris, où le jeune Haroun Tazieff désormais apatride (il le reste durant quinze ans, n'obtenant la nationalité belge qu'à sa majorité en 1936) fréquente l'école communale d'Asnières. C'est là que Zénitta rencontre Robert Vivier, un romancier et poète belge de renom. Robert Vivier et Zénitta Tazieva se marient à Neuilly-sur-Seine, en juin 1922. Vivier fait de Haroun son fils adoptif et son légataire universel. Tazieff avait coutume de dire de Vivier qu'il était son « plus que père ». Haroun Tazieff suit ensuite ses parents pour poursuivre sa scolarité à Bruxelles, en Belgique. Haroun, une fois adolescent, est élève tour à tour au lycée Montaigne de Paris puis à l'Athénée royal de Bruxelles. Il rêve alors d'explorations polaires sur les traces de Scott, Shackleton et Nansen.

#### Activités sportives (1932-1939)

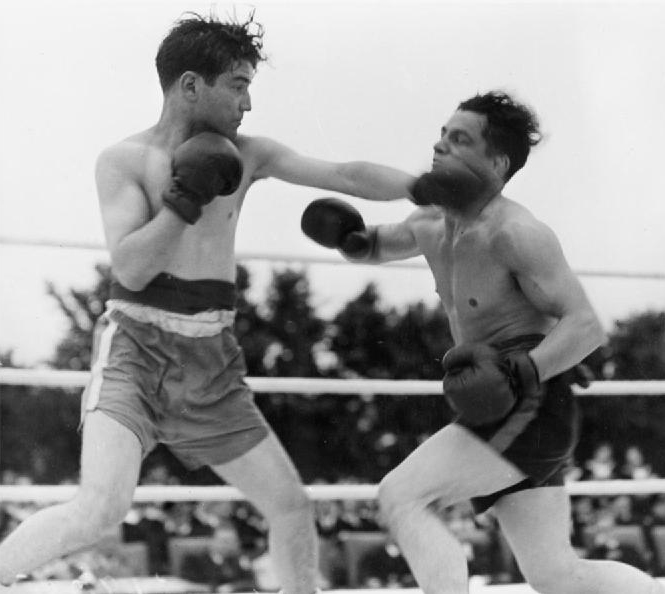
Combat de boxe dans les années 1940.

Lycéen et étudiant, Haroun Tazieff pratique régulièrement de nombreux sports. Il est footballeur affilié au Daring Club de Bruxelles de 1930 à 1932, puis à partir de 1935 à Gembloux-Sport pendant ses études à la Faculté d'agronomie de la même ville. Il s'initie aussi à l'escalade sur les falaises des bords de Meuse et pendant ses vacances d'été ; il participe à des voyages de groupe de jeunes dans les Alpes suisses et françaises, où il s'adonne alors à l'alpinisme ainsi qu'à des excursions géologiques. Au cours d'un séjour en Angleterre, il découvre le rugby, qu'il pratique assidûment puis de façon sporadique tout au long de sa vie.
C'est cependant dans la boxe qu'il excelle. Il devient champion universitaire de Belgique, sélectionné pour les Jeux olympiques de Berlin en 1936. Il n'y va pas, sa mère lui ayant interdit de défiler devant Adolf Hitler. Il deviendra également champion du Katanga, province du Congo belge, à la fin des années 1940, alors qu'il y travaille comme ingénieur des mines. Sa carrière de boxeur compte 49 victoires en 53 combats.

#### Les années de guerre (1939-1945)
En 1938, Tazieff obtient le diplôme d'ingénieur agronome de la faculté des Sciences agronomiques de Gembloux, cursus au cours duquel il s'est spécialisé dans l'entomologie forestière. L'année suivante, il effectue son service militaire dans l'armée belge et, lorsque la guerre éclate, il est mobilisé dans une unité d'élite de l'armée belge, les chasseurs ardennais. Il est blessé par un éclat d'obus et passe plusieurs semaines à l'hôpital. Il s'engage ensuite dans la résistance tout en obtenant, en 1944, son diplôme d'ingénieur géologue et d'ingénieur des mines de l'université de Liège, où il s'était inscrit après la fermeture de l'université libre de Bruxelles sous l'autorité occupante allemande. L'inscription à ces cours lui permet ainsi d'échapper provisoirement au service allemand du travail obligatoire (STO) et lui procure une couverture. La journée, il étudie sur les bancs de l'université ; la nuit, il s'active avec les Partisans armés d’Ourthe Amblève (pr. Liège) ; il fait notamment dérailler des convois allemands sous le surnom de Kim. C'est au cours de cette période de la résistance qu'il se met en couple avec une amie d'enfance, Betty Lavachery (née Limbosch), directrice d'une maison d'enfants à Lasne, dans l'ancienne abbaye d'Aywiers, où elle cache de jeunes Juifs. Vers la fin de la guerre, Tazieff et Lavachery participent aux réseaux du Groupe G pour l'évasion de parachutistes venus d'Angleterre et de prisonniers soviétiques évadés des mines de charbon de Belgique et du nord de la France.

### Carrière scientifique
Liste des postes occupés :
- Assistant de faculté en entomologie (1938).
- Assistant de minéralogie (professeur E.M. Denaeyer) à la faculté des sciences de l'université de Bruxelles en 1944.
- Assistant de géologie appliquée et de géophysique professeur (professeur I. de Magnée) à la faculté des sciences de l'université de Bruxelles en 1945.
- Ingénieur aux mines d'étain du Katanga (Congo belge), en 1945.
- Géologue au service géologique du Congo belge de 1946 à 1948.
- Assistant de géologie appliquée et de géophysique (professeur I. de Magnée) faculté des sciences de l'université de Bruxelles 1949 et 1950.
- Chargé de cours à la faculté des sciences de Paris, à partir de 1953.
- Chargé de cours (volcanologie) à l'université libre de Bruxelles, de 1957 à 1960, où il crée et anime le Centre national de volcanologie.
- Directeur du laboratoire de volcanologie de l'Institut de physique du globe de Paris en 1958.
- Expert de l'UNESCO au Chili (1961), au Costa Rica (1964), en Indonésie (1964-1965) et en Islande (1973).
- Chargé de cours (volcanologie) à la faculté des sciences de l'université Paris-Sud 11 - Orsay en 1965.
- Chargé de cours (volcanologie) à la faculté des sciences de l'université de Paris VI en 1966.
- Responsable de recherche au Centre national de la recherche scientifique (CNRS) en 1967.
- Maître de recherche au Centre national de la recherche scientifique (CNRS) en 1969.
- Directeur de recherche au CNRS, au laboratoire de volcanologie du Centre des faibles radioactivités de Gif-sur-Yvette, spécialisé dans les gaz éruptifs, 1972.
- Président du conseil scientifique de l'Institut international de recherches volcanologiques (I.I.R.V.) (Rome, Catane, Pise).
- Responsable du service volcanologique de l'Institut de physique du globe de Paris et responsable de la surveillance de la montagne Pelée à la Martinique et de la Soufrière (Guadeloupe de 1973 à 1976).
- Chargé de mission au ministère de la Recherche et de l'Industrie en 1981.
- Président du Comité supérieur des risques volcaniques de 1988 à 1995.

#### Éruption au Congo belge (1945-1948)

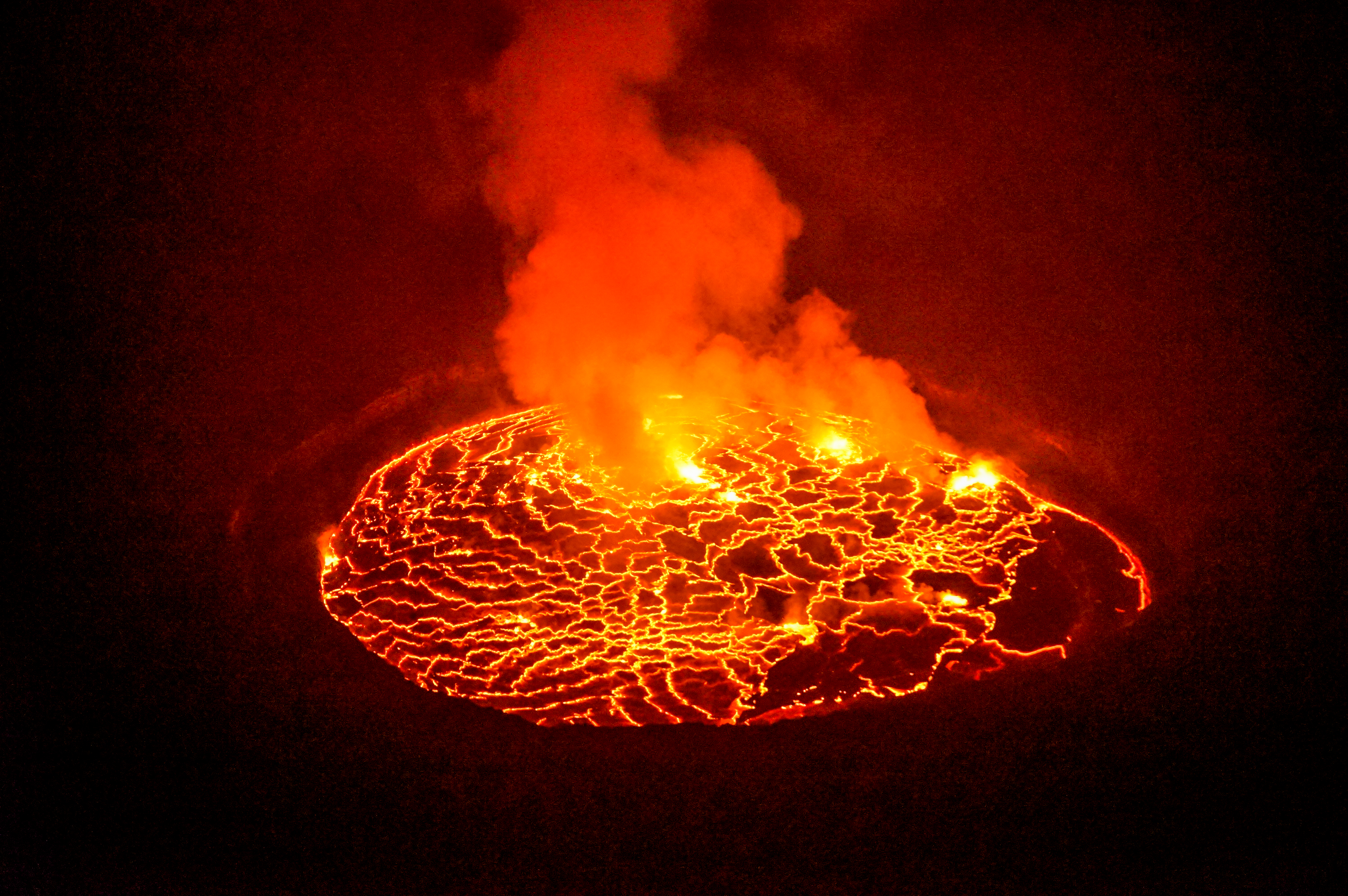
Lac de lave dans le cratère du Nyiragongo.

À l'issue de la guerre, Haroun Tazieff a 31 ans et cherche un but à sa vie. Il décide de partir au Congo belge, d'abord en tant qu'ingénieur des mines pour la prospection de gisements d'étain et de zinc au Katanga, puis en se faisant engager un an plus tard par le service géologique de la colonie afin de dresser la carte géologique de la région du Kivu. C'est dans cette région qu'il a l'occasion, en 1948, d'observer au plus près l'éruption d'un volcan né quelques jours auparavant, qu'il baptise du nom du lieu-dit le plus proche, Kituro, cratère voisin du Nyamuragira. C'est une révélation pour lui et, dès lors, il décide de consacrer sa vie à la volcanologie. Il décrit lui-même ce moment : « Ce fut le coup de foudre… Le spectacle seul d’une éruption est tellement extraordinaire, tellement formidable au sens étymologique du terme, qu’il envoûte ceux à qui il est donné de le contempler ».
Tazieff organise plusieurs expéditions autour des coulées de lave du volcan en éruption. Il observe également par bateau le front de la coulée de lave ayant atteint le lac Kivu. Pour la première fois, il assiste à des éruptions phréatiques, là où le magma en fusion vaporise l'eau, phénomène qu'il sera le premier à décrire scientifiquement. Il entreprend ensuite l'ascension d'un autre volcan de la région, le Nyiragongo, et découvre au fond du cratère sommital un lac de lave permanent. Mettant à profit ses compétences d'alpiniste, il inaugure avec son ami Armand Delsemme, un astronome belge rencontré à l'université de Liège et également en poste dans la région, des descentes au plus profond de la bouche du volcan congolais afin d'y effectuer des prélèvements d'échantillons de lave et de gaz. Enfin, les deux amis réalisent les premières spectrographies de flamme volcanique jamais réalisées.

#### Débuts de volcanologue et d'écrivain (1949-1951)
De retour en 1949 de son affectation au Congo, Tazieff enchaîne plusieurs postes d'assistant de géologie à l'université de Bruxelles auprès du professeur Ivan de Magnée. À l'époque, la volcanologie n'est pas encore considérée comme une science à part entière et il doit donc poursuivre sa nouvelle carrière de volcanologue en parallèle et par ses propres moyens. Il se rend en voiture avec un ami dans le sud de l'Italie, pour y étudier le Vésuve et les volcans des îles Éoliennes. Il emporte avec lui une caméra légère de 16 mm. À son retour il diffuse ses films au sein du cercle universitaire bruxellois. Puis l'Etna entre en éruption à la fin de l'année 1949. Il repart immédiatement et revient quelques mois plus tard avec un nouveau film. Il le présente d'abord en Belgique, puis il se rend à Paris pour présenter l'ensemble de ses courts métrages dans un circuit de conférences. Il trouve ainsi une nouvelle source de financement et commence à se faire connaître.
En 1950, à la suite d'un accident, il se retrouve immobilisé pendant de longues semaines, frôlant l'amputation d'un pied. Il tire profit de ce repos forcé pour écrire. En 1951, il publie Cratères en feu, œuvre fondatrice dans laquelle il relate ses aventures sur les volcans et où il décrit ses émotions face au spectacle de la nature. D'autres publications suivent tout au long de sa carrière. Il obtient le prix de l'Académie française quelques années plus tard et se voit surnommé le « poète du feu ».

#### Expéditions tous azimuts (1951-1952)

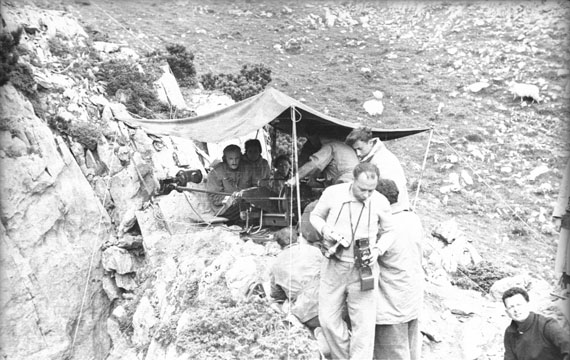
Expédition de 1952 au gouffre de La Pierre Saint-Martin.

La nouvelle notoriété de Tazieff lui permet de rencontrer des personnalités déjà établies, telles que Paul-Émile Victor, explorateur du Groenland, ou Max Cosyns, inventeur et spéléologue belge, dont il suit les conseils et rejoint les expéditions. Il devient ainsi l’un des fers de lance d'une nouvelle génération d'explorateurs et de scientifiques. Il accompagne tout d'abord Jacques-Yves Cousteau sur la Calypso, dès 1951, pour une expédition en mer Rouge, dont ils dressent ensemble les premières coupes bathymétriques et géologiques. Tazieff constate que le plancher de cette mer est symétrique, en forme de double escalier au centre duquel les éruptions volcaniques sous-marines sont permanentes. Il envisage de continuer cette exploration à terre, en Afar, région dont il pressent le rôle clef, mais d'autres projets se présentent déjà à lui. C'est au cours de ces navigations en mer Rouge que la fameuse équipe de plongeurs de la Calypso le surnomme Garouk, déformation de son prénom en imitant l'accent slave de sa mère.
La même année, il rejoint l'équipe franco-belge du physicien Max Cosyns qui explore le plateau calcaire du massif de la Pierre-Saint-Martin, dans les Pyrénées françaises. L'expédition dépasse les 500 m de profondeur dans le gouffre de La Pierre Saint-Martin que Georges Lépineux et Jacques Labeyrie avaient découvert l'année précédente, établissant ainsi un nouveau record du monde. L'expédition suivante, en 1952, est très médiatisée et suivie au jour le jour par les journalistes et le grand public. Lors d'un accident, le spéléologue Marcel Loubens fait une chute aux pieds de Tazieff et Labeyrie à cause d'un défaut de conception du treuil et meurt sans avoir pu être ramené à la surface. De ces expéditions spéléologiques, Tazieff tire le livre Le Gouffre de La Pierre Saint-Martin.

#### Succès cinématographique (1953-1958)

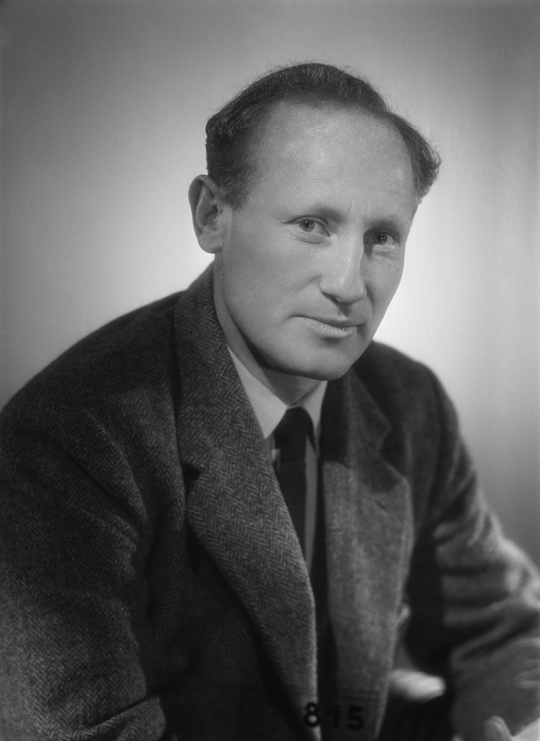
Haroun Tazieff en 1950.

En 1953, Haroun Tazieff s'installe à Paris et devient chargé de cours à la faculté des sciences de Paris. Il enchaîne les campagnes d'étude sur des volcans actifs, au Congo belge où il retrouve son volcan fétiche le Nyiragongo mais aussi des Açores à l'Indonésie, en passant par le Japon et le Mexique. Soucieux de partager ses découvertes avec le grand public et sur les conseils de Paul-Émile Victor, il se lance dans le projet de réaliser un film long métrage. Il trouve un compagnon de route en la personne du peintre et spéléologue Pierre Bichet, promu cadreur pour l'occasion et, de 1955 à 1957, il parcourt le globe avec lui, allant de volcan en volcan. En 1958, ils réalisent un premier film long métrage, Les Rendez-vous du diable, primé à plusieurs occasions.

#### Essor de la volcanologie (1959-1966)
De 1957 à 1960, Tazieff dirige à l’université libre de Bruxelles un éphémère Centre national de volcanologie spécialement conçu pour lui. L'indépendance du Congo belge en 1960 faisant perdre aux yeux du gouvernement belge la raison d'être de ce centre, ce dernier voit ses budgets supprimés. Dans le même temps, en 1958, il est nommé directeur du laboratoire de volcanologie nouvellement créé au sein de l'Institut de physique du globe de Paris, où il occupe également divers postes d'enseignant jusqu'en 1967. En 1961, il participe au lancement de l'Institut international de volcanologie de Catane, en Sicile, dont le but est l'étude et la surveillance des volcans de la région, ainsi que la prévention auprès des populations locales.

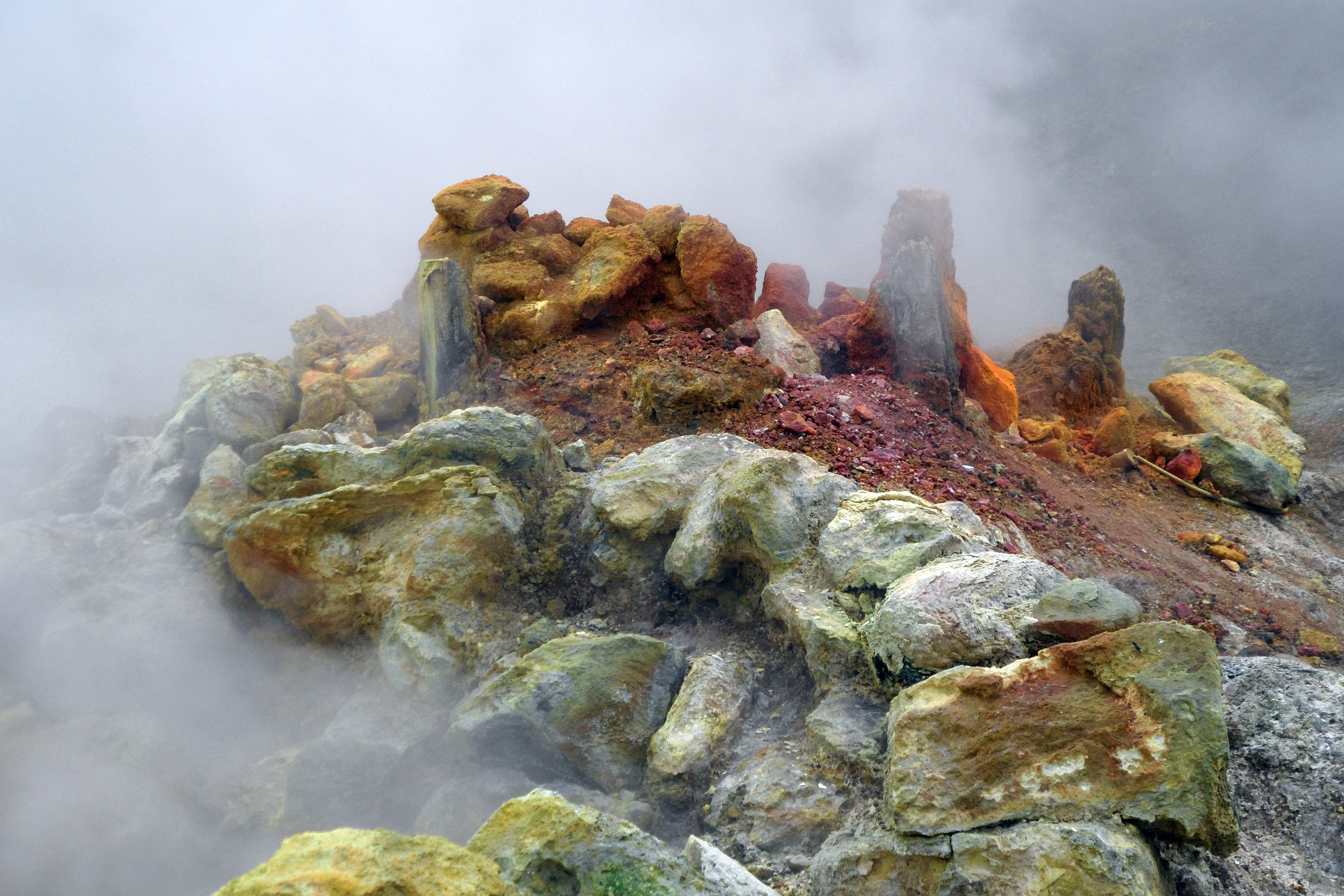
Fumerolles (gaz volcaniques) s'échappant d'un cratère.

Ayant assuré des sources pérennes de financement, Tazieff multiplie alors les campagnes de terrain. Il devient un spécialiste de l'étude sur le vif des phénomènes éruptifs. Il considère qu'il faut effectuer le maximum de mesures directes durant l'éruption du volcan, celles-ci apportant des informations impossibles à récolter pendant les phases calmes. En compagnie du volcanologue italien Giorgio Marinelli et des chimistes Yvan Elskens et Franco Tonani, il effectue plusieurs missions scientifiques sur le Stromboli et l'Etna, où l'équipe teste les nouveaux instruments d'analyse de gaz volcaniques qu'elle a mis au point. Tazieff révèle l'importance des éruptions volcaniques sous-marines qu'il fut le premier à observer, filmer, décrire scientifiquement et analyser. Tout d'abord de 1957 à 1958 le Capelinhos aux Açores sur l'île de Faial, puis lors de la formation spectaculaire de l'île de Surtsey en 1963, au large de l'Islande. Il met au point son style et sa méthode : mesures physiques et géochimiques des gaz volcaniques, couplées à l'enregistrement sur vidéo de toutes les phases de l'éruption. Ces archives filmées permettent à la fois de réanalyser scientifiquement l'évolution des phénomènes et de réaliser des films à destination du grand public. Il reprend la même démarche durant toute sa carrière, notamment pour les lacs de lave qu'il découvre (Nyiragongo, Erta Ale, Erebus). Il comprend le rôle majeur joué par l'eau et définit les phénomènes d'éruption phréatique et phréatomagmatique qu'il observe à la Soufrière de la Guadeloupe, au plateau de Dieng, ou encore au lac Nyos. Ses publications scientifiques en la matière font encore référence.
Dans les années suivantes, il se consacre à une série d'expéditions volcanologiques dans des environnements extrêmes (vallée des Dix mille fumées en Alaska, Éthiopie, Congo), ainsi qu'à d'autres volcans plus connus comme l'Etna, le Stromboli, ou la Soufrière de la Guadeloupe. C'est au cours d'un voyage d'étude sur l'Etna en 1966 qu'il rencontre le jeune Maurice Krafft qui fait partie d'un groupe d'étudiants venu en support. Mais les deux hommes marqués chacun par un fort caractère sont incompatibles et ne travailleront jamais ensemble. Malgré ce caractère réputé difficile, Tazieff travaille toujours en équipe et reste fidèle à ses collaborateurs au fil des années. Il se lie d'amitié avec d'autres précurseurs en volcanologie, notamment l'école italienne de Giorgio Marinelli et Franco Barberi avec qui il montera de nombreux projets, ou encore avec Alfred Rittmann, volcanologue suisse de vingt ans son aîné.
En 1966, Haroun Tazieff cumule les récompenses : prix Jean-Walter de l'Académie française, prix de l'Académie des sciences, Oscar du courage français. La même année sort en salle son deuxième long métrage, Le Volcan interdit, réalisé avec Chris Marker, qui est un énorme succès et sera nommé aux Oscars. La popularité de Tazieff auprès du grand public et des médias, qui voient en lui un aventurier tout autant qu'un scientifique chevronné, est alors à son apogée. Cela, ajouté à son parcours atypique (il n'a pas suivi le cursus universitaire classique avec obtention d'un doctorat dans sa spécialité), lui vaudra le rejet par une partie de la communauté scientifique.
Tazieff est un des premiers à s'intéresser à la prévision des dangers engendrés par les volcans. Dans les années 1960 et 1970, il mène plusieurs missions à travers le monde en tant qu'expert pour l'UNESCO, afin d'estimer et prévenir les risques éruptifs auprès des populations lorsqu'un volcan se réveille : Chili (1961), Costa Rica (1964), Indonésie (1964-1965), Islande (1973), Équateur (1976), Nicaragua (1977). Son intervention la plus décisive se déroule en 1964 lors de l'éruption de l'Irazú au Costa Rica. Il préconise des travaux d'urgence de terrassements et d'aménagements de digues de remblai, permettant de préserver plusieurs villages des lahars.

#### Consécration au CNRS (1967-1975)

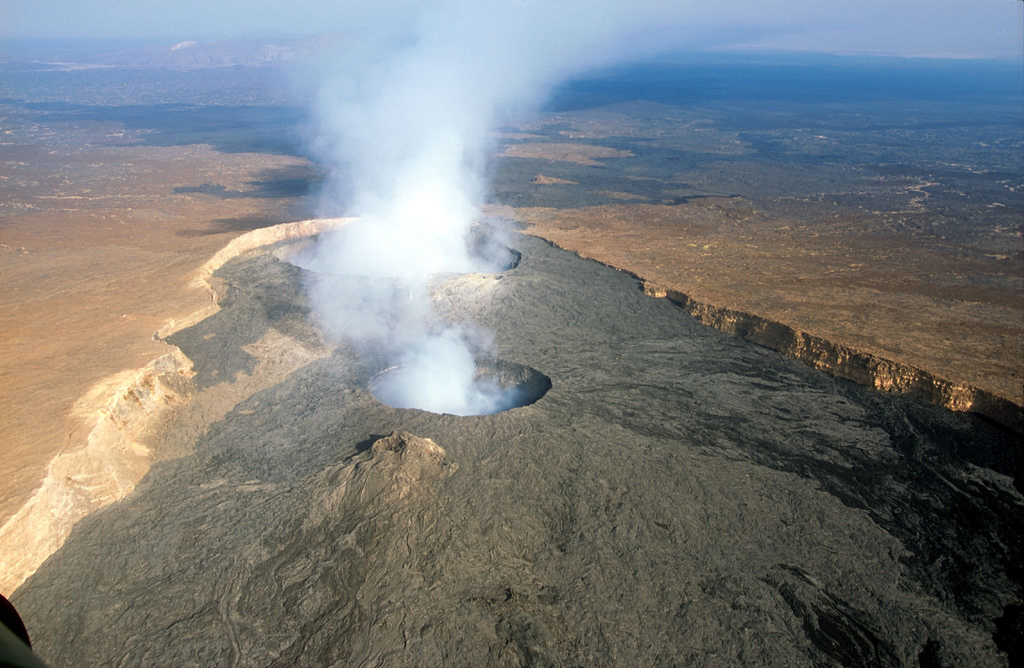
L'Erta Ale, en Éthiopie, un des volcans les plus étudiés par Haroun Tazieff.

Haroun Tazieff entre au CNRS en 1967 et devient directeur de recherche en 1972. La même année, il devient directeur du laboratoire de volcanologie au sein du Centre des faibles radioactivités du CEA à Gif-sur-Yvette, entité qui se spécialise dans l'étude des gaz éruptifs. Il est aussi nommé chef de service au sein de l'IPGP et responsable des observatoires de surveillance volcanologique des départements d'outre-mer. Il dirige ainsi un programme de recherches coordonnées entre ces différentes entités. La direction scientifique du CNRS cautionne de fait, sur le tard, la démarche de Tazieff en lui accordant son plein soutien et les moyens matériels dont il a besoin. Mais celui-ci reste peu adepte de la science de bureau et de laboratoire et allergique aux longues procédures administratives.
Il s'empresse de monter, avec ses amis de l'Institut de volcanologie de Catane, une expédition franco-italienne en Afar (Éthiopie), dont le désert des Danakil est difficilement accessible, expédition dont il a le projet depuis longtemps pour prolonger ses découvertes d'éruptions sous-marines en mer Rouge vingt ans auparavant (il a fait plusieurs tentatives avortées en 1963 et 1966). L'expédition est fructueuse, avec notamment la découverte de deux lacs de lave permanents dans le cratère de l'Erta Ale. Vu la richesse géologique de ce territoire, d'autres expéditions suivent pendant une dizaine d'années. De l'aveu même de Tazieff, ces travaux de recherche en Afar sont ce dont il est le plus fier dans sa carrière. Le premier enseignement est que la dorsale océanique de la mer Rouge se poursuit à terre par la chaîne volcanique de l'Erta Ale pour rejoindre le grand rift africain, confirmant la continuité de l'activité volcanique le long des frontières de plaques tectoniques. Le deuxième enseignement est que, contre toute attente, les laves de l'Erta Ale sont de nature océanique et non pas continentale. Le magma remonte directement depuis le manteau terrestre. C'est donc un segment d'océan en formation et exposé à l'air libre. Ces découvertes majeures viennent confirmer la toute nouvelle théorie de la tectonique des plaques.

#### Polémiques autour de la Soufrière (1976)
La crise de la Soufrière de Guadeloupe en 1976 amène sur le devant de la scène les dissensions qui règnent entre scientifiques et politiques, mais également au sein de la communauté scientifique. Tazieff s'oppose à Claude Allègre, le directeur de l'Institut de physique du globe de Paris dont il dépend, sur les risques encourus et sur les recommandations à faire aux autorités. Chacun des deux hommes représente un camp qui ne fait pas la même analyse géologique de l'éruption, de ses causes et de ses conséquences. L'accalmie du volcan après plusieurs semaines montre que Tazieff avait raison. Mais son franc-parler déplaît et la fracture restera au sein de la communauté scientifique.
Une fois le volcan calmé, l'affaire se termine à Paris. En octobre 1976, Tazieff est suspendu de ses fonctions de chef de service à l'IPGP. Dans la foulée, il décide de démissionner et quitte ainsi définitivement l'Institut parisien. Tazieff ressort marqué par la tournure politique de l'affaire, et se méfie désormais de tous les gens qu'il ne connaît pas personnellement. Sa fin de carrière scientifique se fera avec les derniers fidèles.

#### Dernières expéditions (1977-1981)

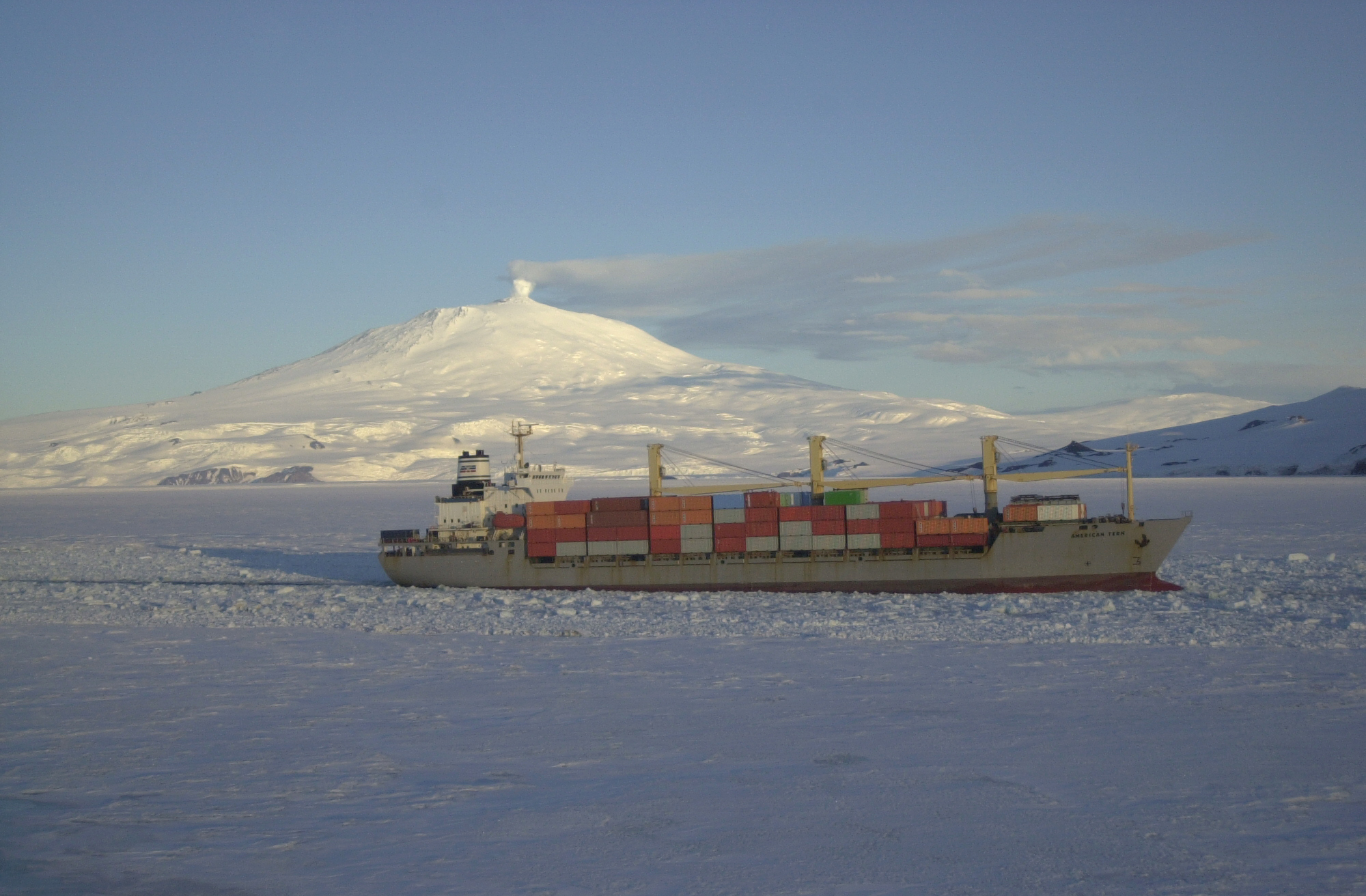
Le mont Erebus, en Antarctique.

En 1978 et 1980, Tazieff organise successivement deux expéditions sur l'Erebus, un volcan difficile d'accès en Antarctique, où il découvre un lac de lave permanent et réussit à prélever des échantillons de fumerolles malgré une météorologie extrême et des déboires matériels qui en découlent. Il réalise ainsi ses rêves de jeunesse d'explorateur polaire. Ces expéditions restent cependant un demi-échec sur le plan scientifique, l'équipe ne parvenant pas à descendre jusqu'au fond du cratère pour effectuer tous les prélèvements envisagés. Un autre explorateur français, Jean-Louis Étienne, connaîtra les mêmes déboires sur l'Erebus une dizaine d'années plus tard. De cette aventure, Tazieff tire une fois de plus une œuvre écrite destinée au grand public, qui sera saluée par la critique pour sa narration vivante et pleine de poésie. C'est la dernière du genre, les œuvres suivantes ayant pour sujet l'écologie, la politique et les médias, ou les séismes.
Dans le cadre du CEA, il s'implique dans l'étude des risques sismiques en France, ce qui est l'autre grand sujet de sa fin de carrière. Il prend conscience que la France métropolitaine est exposée à un risque réel de séisme destructeur. Il s'engage alors pour faire reconnaître ce danger auquel le public et les gouvernants sont peu sensibilisés à l'époque.
Il quitte le CNRS en 1981 et se consacre à sa carrière politique.

### Carrière politique

#### Prémices
Impliqué dans la politique locale, Haroun Tazieff est maire de 1979 à 1989 de la petite commune de Mirmande, dans la Drôme provençale, qu'il arrive à préserver de la bétonisation touristique.

#### Responsabilités nationales (1981-1986)
C'est le soutien de Tazieff à François Mitterrand au long de la « traversée du désert » de celui-ci, autant que sa renommée mondiale de volcanologue, qui lui valent un destin national. Il est également proche de l'association écologique des Amis de la Terre, thème qui a le vent en poupe et fait irruption dans le paysage politique de l'époque. Tazieff est nommé responsable de la prévention des risques naturels et technologiques majeurs lorsque Mitterrand devient président de la République en 1981. Tout d'abord, avec la création, dans le gouvernement Mauroy, du Commissariat à l'étude et à la prévention des risques naturels majeurs, dont Tazieff prend la tête. Puis en 1983, en tant que secrétaire d'État aux risques naturels et technologiques majeurs dans le gouvernement Fabius. Finalement, le décret du 10 avril 1984 créé une délégation aux risques majeurs, le secrétariat d’État et la délégation étant rattachés directement au Premier ministre.

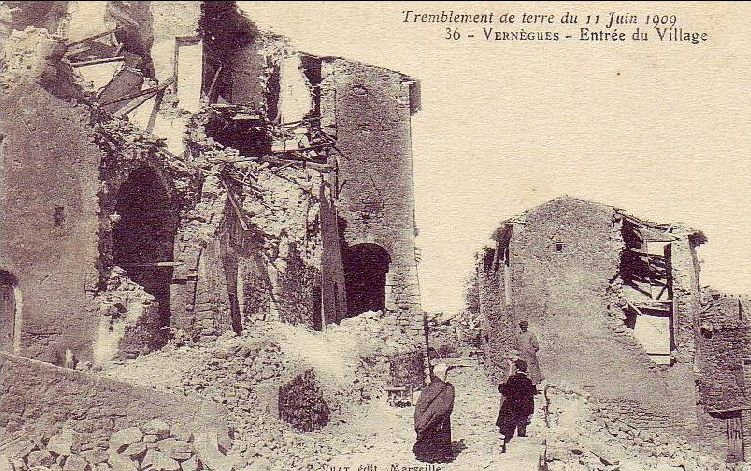
Village de Vernègues, en Provence, détruit par un séisme le 11 juin 1909.

L'œuvre principale est la loi du 13 juillet 1982 — relative à l’indemnisation des victimes de catastrophes naturelles (art. L.125-1 à L.125-6 du Code des assurances) — qui fixe pour objectif d’indemniser les victimes de catastrophes naturelles en se fondant sur les principes de mutualisation du risque et de solidarité entre les assurés. Elle comporte également dans son article 5 une autre nouveauté : l'obligation pour l'État d'élaborer et de mettre en application des plans d'exposition aux risques naturels prévisibles (PER). Ils valent servitude d'utilité publique et sont annexés aux plans d'occupation des sols (POS), conformément à l'article R 123-10 du Code de l'urbanisme. Les risques pris en compte sont les inondations, les avalanches, les mouvements de terrain (glissements, éboulements, chutes de pierre), les séismes. Ses réalisations sont déterminantes pour imposer la construction parasismique dans les régions menacées par les tremblements de terre.
Tazieff est également corédacteur en 1981 avec Philippe Chartier du rapport « Maîtriser l'énergie » à destination du ministère de la Recherche et de l'Industrie. Ce rapport pointe du doigt le choix du « tout nucléaire » et pose les bases de la loi d’orientation et de programmation pour la recherche et le développement technologique (loi Chevènement du 15 juillet 1982). Un ambitieux programme est voté en faveur du développement des énergies renouvelables, en premier lieu le solaire et la géothermie. Cela aboutit à la création l'année suivante de l'Agence française pour la maîtrise de l'énergie (AFME), devenue depuis 1991 l'Agence de l'environnement et de la maîtrise de l'énergie (ADEME).

#### Élu régional et départemental (1988-1995)
Le poste de secrétaire d'État est supprimé dans le gouvernement Chirac de 1986, issu de la première cohabitation. Tazieff accepte quelques missions du nouveau ministre de l'Environnement Alain Carignon, qui lui propose alors de poursuivre son travail sur un département pilote. Ce sera l'Isère. Tazieff est successivement élu conseiller général de l'Isère de 1988 à 1994, conseiller municipal de Grenoble durant le mandat de maire d'Alain Carignon, de 1989 à 1995, puis conseiller régional de Rhône-Alpes de 1992 au 1er janvier 1995, date de sa démission pour raisons personnelles. Pour chacun de ces postes, il s'implique plus particulièrement dans les questions de prévention des risques naturels. Tazieff milite ainsi, autant au niveau national que régional ou local, pour une meilleure prévention des catastrophes auprès des populations et pour la coordination des moyens de secours (armée, sécurité civile, Samu). Par ailleurs, il critique l'urbanisation galopante dans certaines zones inondables comme la plaine du Var à Nice.
Tazieff ne conçoit la politique que dans son sens le plus noble : servir le pays et la société. De plus, son caractère le pousse à dire la vérité, au risque de choquer. Incompatible avec le monde politique et déçu par ceux qu'il croyait être des amis, il s'en détourne progressivement, bien avant sa démission, et consacre ses dernières années à l'écriture de sa biographie et à la sensibilisation du public aux questions de protection de l'environnement.

### Vie privée

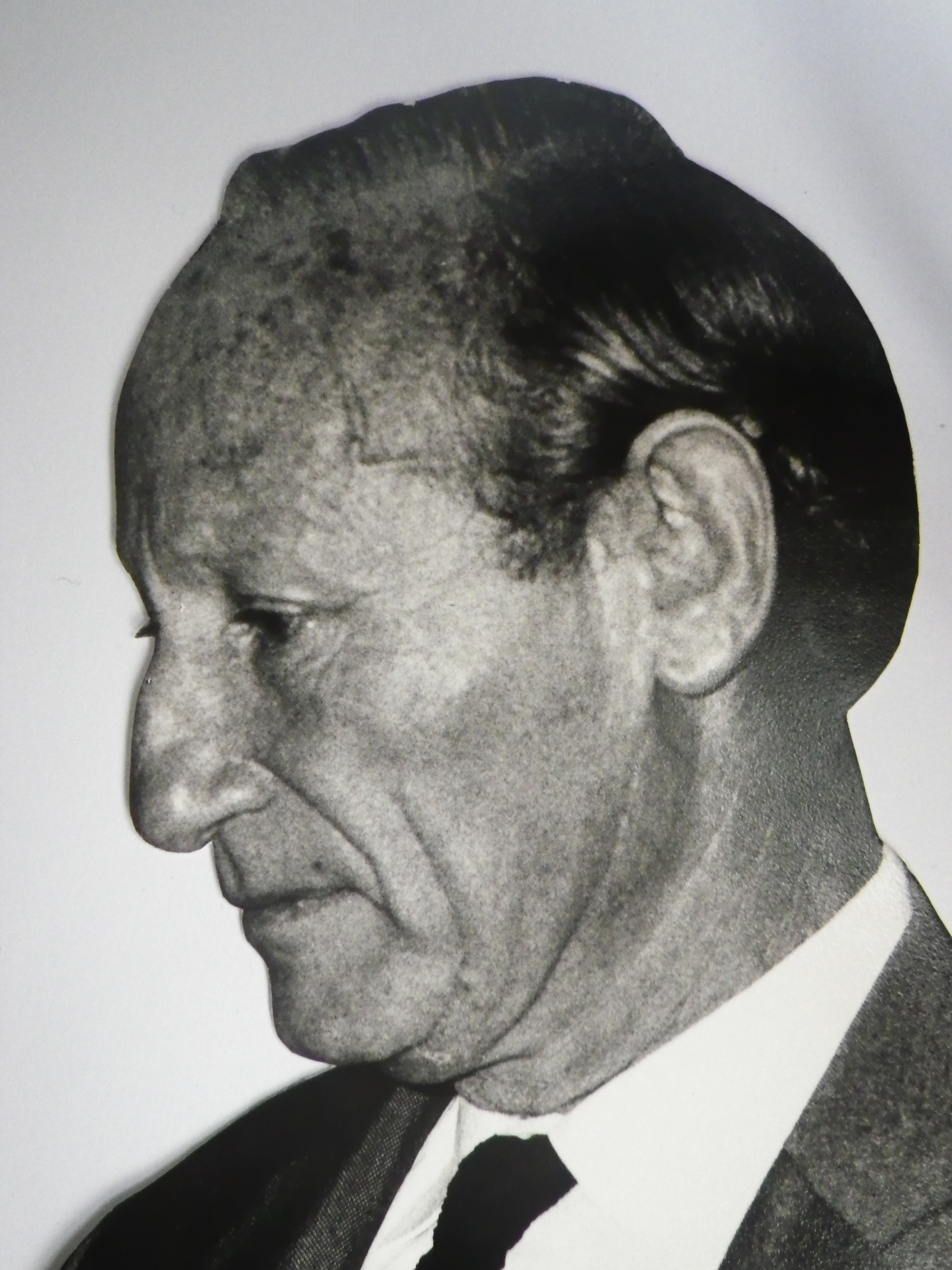
Haroun Tazieff en 1972.

Pendant la Seconde Guerre mondiale, Haroun Tazieff se met en couple avec une amie d'enfance, Betty Lavachery. En août 1945, un enfant naturel vient au monde, Frédéric Lavachery, qui porte le nom d'épouse de sa mère mariée à Jean Lavachery, officier belge prisonnier en Allemagne jusqu'en 1945,.
Dès 1950, il se lie à Pauline de Ways-Ruart d'Elzius (1914-1953), qui a de lui un enfant, lequel sera reconnu et éduqué par l'ex-mari de Pauline, François de Selys Longchamps. Tazieff épouse Pauline en 1953. Celle-ci meurt à peine quelques mois plus tard, atteinte d'un cancer foudroyant. Il se remarie en 1958 avec France Depierre (morte en 2006), une amie de longue date rencontrée en 1939 lors d'un séjour dans les Alpes.
Tazieff est un ami proche du dessinateur belge Hergé qu'il fréquente lors de ses séjours à Bruxelles. Le dessinateur compare souvent Haroun Tazieff à Jules Verne. Jean Cocteau, également proche, préfère surnommer Tazieff le « poète du feu ».

### Mort et hommages

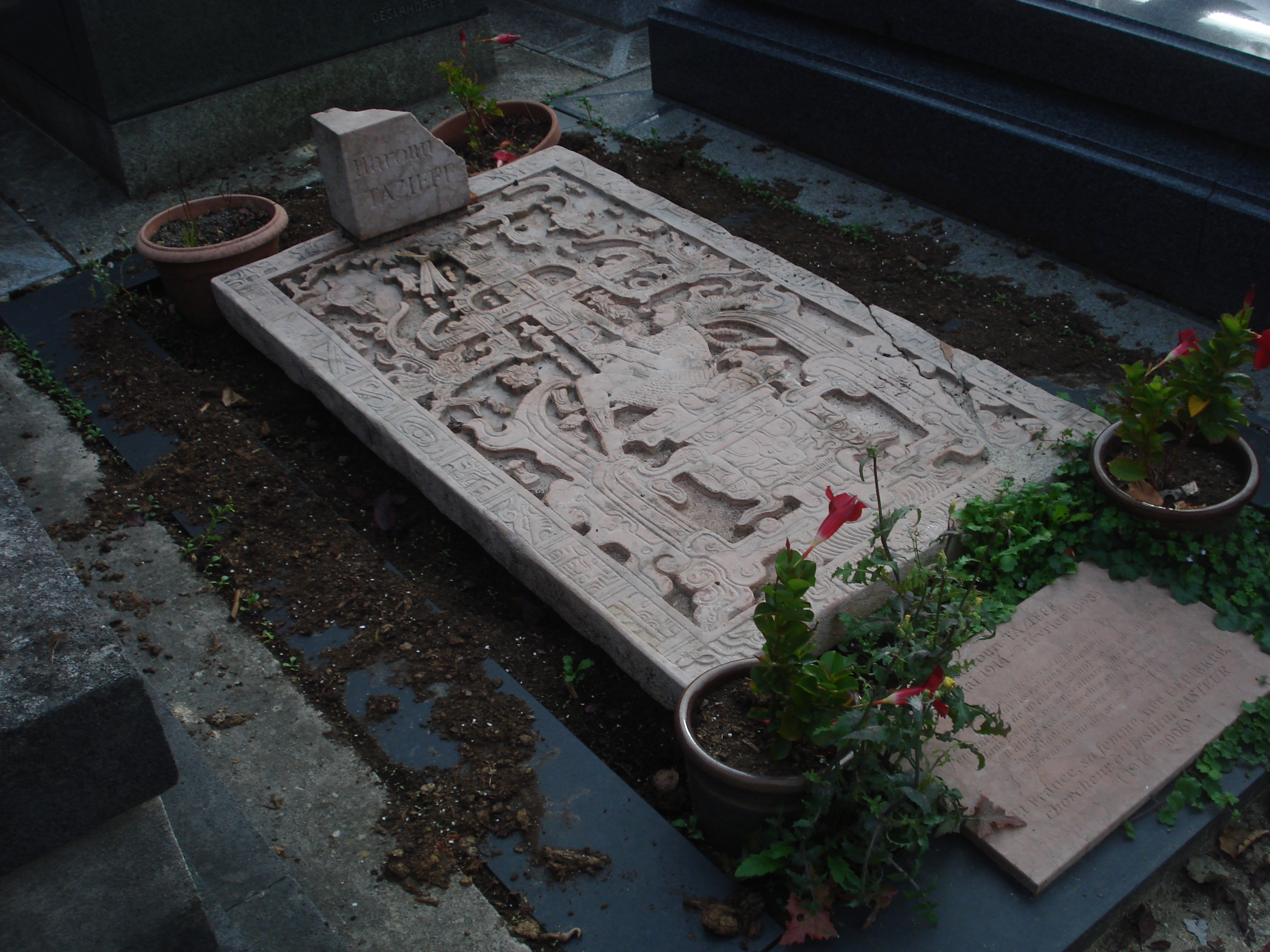
Pierre tombale d'Haroun Tazieff et son épouse au cimetière de Passy sur laquelle figure une fresque précolombienne représentant le bas-relief de la dalle scellant le sarcophage de K'inich Janaab' Pakal Ier dans le temple des Inscriptions de Palenque.

Haroun Tazieff meurt le 2 février 1998  à Paris des suites d'un cancer et est enterré au cimetière de Passy, dans le 16e arrondissement parisien, 11e division. Sa tombe figure une fresque précolombienne : le sarcophage de Palenque.
La presse francophone, nationale et internationale, salue la mémoire de ce scientifique proche du grand public. L'Humanité voit en lui un des derniers aventuriers-explorateurs à la française, à l'instar de Cousteau ou Victor. Le quotidien belge Le Soir décrit un pionnier qui a érigé la volcanologie, auparavant simple passe-temps naturaliste, en une véritable science. Le journal libanais L'Orient-Le Jour retient ses succès cinématographiques et son aura auprès du grand public. Le Monde rappelle ses engagements politiques écologiste et antinucléaire.
Les journaux anglophones, britanniques et américains, saluent avant tout le vulgarisateur et l'artiste qui a fait rêver le monde entier avec ses images spectaculaires d'éruption, et dont les films ont permis d'éduquer aux risques encourus les populations vivant à proximité de volcans. Ils reconnaissent également son accomplissement scientifique, qui, allié à son charisme, a permis de faire évoluer la perception de la volcanologie par les institutions et les autorités, et ainsi obtenir les moyens de développer cette science nouvelle,.
Certains journalistes le surnomment « monsieur catastrophe », par sa propension, d'une part, à ne vouloir étudier que des volcans représentant un danger imminent, et, d'autre part, par celle à prédire, lors de sa fin de carrière politique, des catastrophes naturelles, aussi bien d'origine volcanique que des séismes ou des inondations,.
Le volcanologue américain Alexander McBirney lui rend un hommage appuyé dans la célèbre revue scientifique Nature. Il décrit Tazieff comme un esprit brillant, iconoclaste et provocateur, tout en étant soucieux de ses responsabilités sociétales. McBirney conclut que la science moderne, qui est de plus en plus détachée de l'humain et de la réalité du terrain, aura toujours besoin de personnes comme lui.

## Postérité

### Apport scientifique

#### Méthodologie
Bien que devenu volcanologue sur le tard (Tazieff a déjà 34 ans lorsqu'il assiste à l'éruption du Kituro), son apport scientifique est important et il est considéré comme un des fondateurs de la volcanologie moderne,,. Grâce à son bagage universitaire solide et multidisciplinaire (il est à la fois agronome, géologue, ingénieur), il comprend rapidement l'importance globale des phénomènes volcaniques. Ceux-ci ne sont pas des épiphénomènes mais au contraire des mécanismes géologiques majeurs liés à la tectonique des plaques et donc à l'évolution de la Terre. De plus, à l'époque où Tazieff entre dans la carrière, la volcanologie se résume à l'étude géologique des dépôts laissés par les éruptions volcaniques, donc sur des volcans en sommeil ou éteints. Les volcanologues de l'époque ont très rarement l'occasion d'assister directement à une éruption, celles-ci pouvant être espacées, pour les volcans les plus explosifs, de plusieurs dizaines ou centaines d'années. Et quand cela est le cas, les observations se font de loin, en raison du danger et des difficultés d'accès. Tazieff renverse cette tendance : il étudie quasi exclusivement des volcans en cours d'éruption afin d'en décrypter les mécanismes. D'abord, en voyageant en bateau à travers le monde vers les zones de la planète où les volcans sont les plus actifs (Japon, Indonésie, Mexique), puis en bénéficiant du développement de l'aviation civile. L'avènement des vols intercontinentaux (et des moyens de télécommunications) permet de se rendre en moins de 24 h auprès d'un volcan qui vient d'entrer en éruption.
Par ailleurs, Tazieff est partisan d'une approche multidisciplinaire. Selon lui, il ne faut pas se cantonner à une approche purement géologique (minéralogie, pétrologie, stratigraphie), mais aussi étudier les paramètres physico-chimiques des fluides volcaniques : magmas et gaz. Pour cela il s'entoure d'une équipe de volcanologues et géologues (Jacques Varet, François Le Guern, Giorgio Marinelli, Franco Barberi), ainsi que de chimistes (Francis Tonani) et de physiciens (Yvan Elskens, Michel Jatteau).

#### Instrumentation

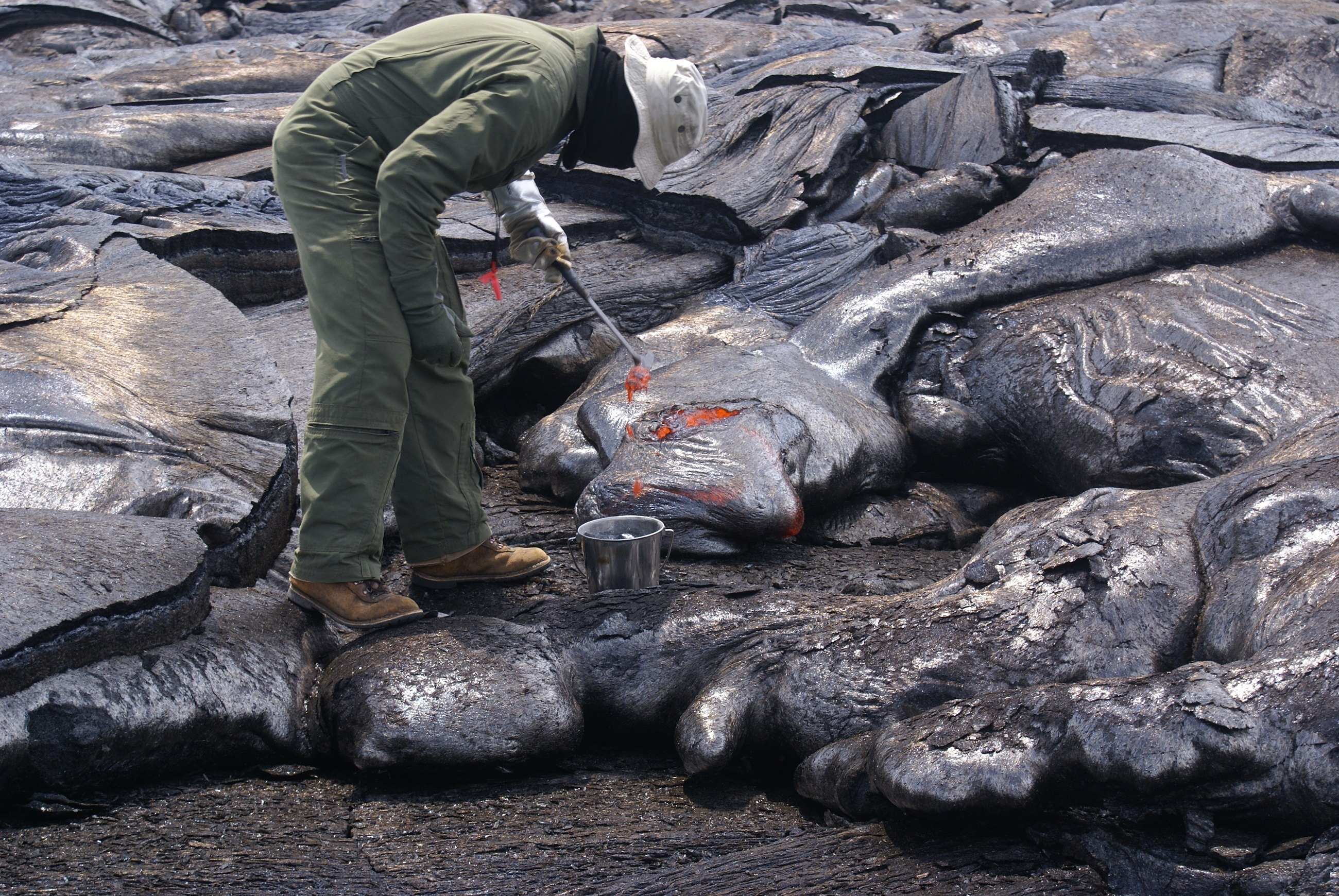
Volcanologue prélevant de la lave, avec ses équipements de protection.

Pour parvenir à réaliser les expériences dont il a l'idée, Tazieff n'hésite pas à innover et concevoir les instruments dont il a besoin. En compagnie de son équipe intégrant physiciens et chimistes, il met au point le premier chromatographe de terrain, lequel est fabriqué de façon très artisanale dans une cocotte-minute. Le but est d'analyser la composition des gaz volcaniques à des températures de plusieurs centaines de degrés Celsius, dès leur sortie de terre, avant qu'ils ne refroidissent et que des dépôts solides ne se forment. Par la suite, son équipe adapte pour le terrain un spectromètre de masse, un thermographe infrarouge, ainsi qu'un thermomètre capable de faire des mesures instantanées et en continu. Dans la même démarche, ils inventent d'autres outils permettant de prélever les gaz au plus près de la source : fioles sous vide, perches de prélèvement, combinaisons de protection amiantée contre la chaleur et les éjectas volcaniques.
Tazieff est avant tout un partisan de l'observation des phénomènes sur le terrain. Très tôt il prend le parti de filmer autant que possible les éruptions, ce qui permet une fois de retour au laboratoire de revoir les films dans de bonnes conditions et découvrir de nouvelles informations passées inaperçues dans le feu de l'action.

#### Phénomènes éruptifs

Schéma d'une éruption volcanique de type phréatomagmatique.

Tazieff se concentre plus particulièrement, pendant toute sa carrière, sur l'étude des gaz volcaniques qu'il considère comme la clef pour comprendre les mécanismes éruptifs. Il démontre le rôle moteur des gaz, dont la vapeur d'eau, et de leurs variations de pression dans le déclenchement des éruptions. Il devient un des premiers à étudier méthodiquement et comprendre certains phénomènes volcaniques tels que les éruptions phréatomagmatiques ou les éruptions sous-marines,,.
Non content de les expliquer, il veut aussi prédire les éruptions, anticiper les phénomènes et les dangers. Il devient un pionnier dans ce domaine et un expert mondial pour l'analyse du risque volcanique sur les populations. Au fil des années, ses intuitions se trouvent confirmées, toute remontée de magma étant précédée par des modifications significatives des gaz volcaniques, tant dans leur composition chimique que dans leur température ou acidité,. Partisan du décloisonnement entre les disciplines scientifiques, il s'ouvre à la géophysique avec les techniques de mesure des variations du champ magnétique, qu'il essaie de relier à l'activité éruptive et à sa prédiction. Il s'intéresse également à la micoséismicité provoquée par les remontées de magma sous le volcan.
Dans les années 1970, Tazieff et son équipe commencent à s'intéresser aux échanges de masse et d’énergie entre les systèmes volcaniques et l’atmosphère. Ils tentent de quantifier ces échanges au Nyiragongo et sur l'Erta Ale. Ses travaux sont repris par le Deep Earth Carbon Degassing Project, dont le but est, dans un contexte de réchauffement climatique anthropique, de quantifier le volume de carbone qui s'ajoute naturellement dans l'atmosphère en provenance de la lithosphère.

#### Tectonique des plaques

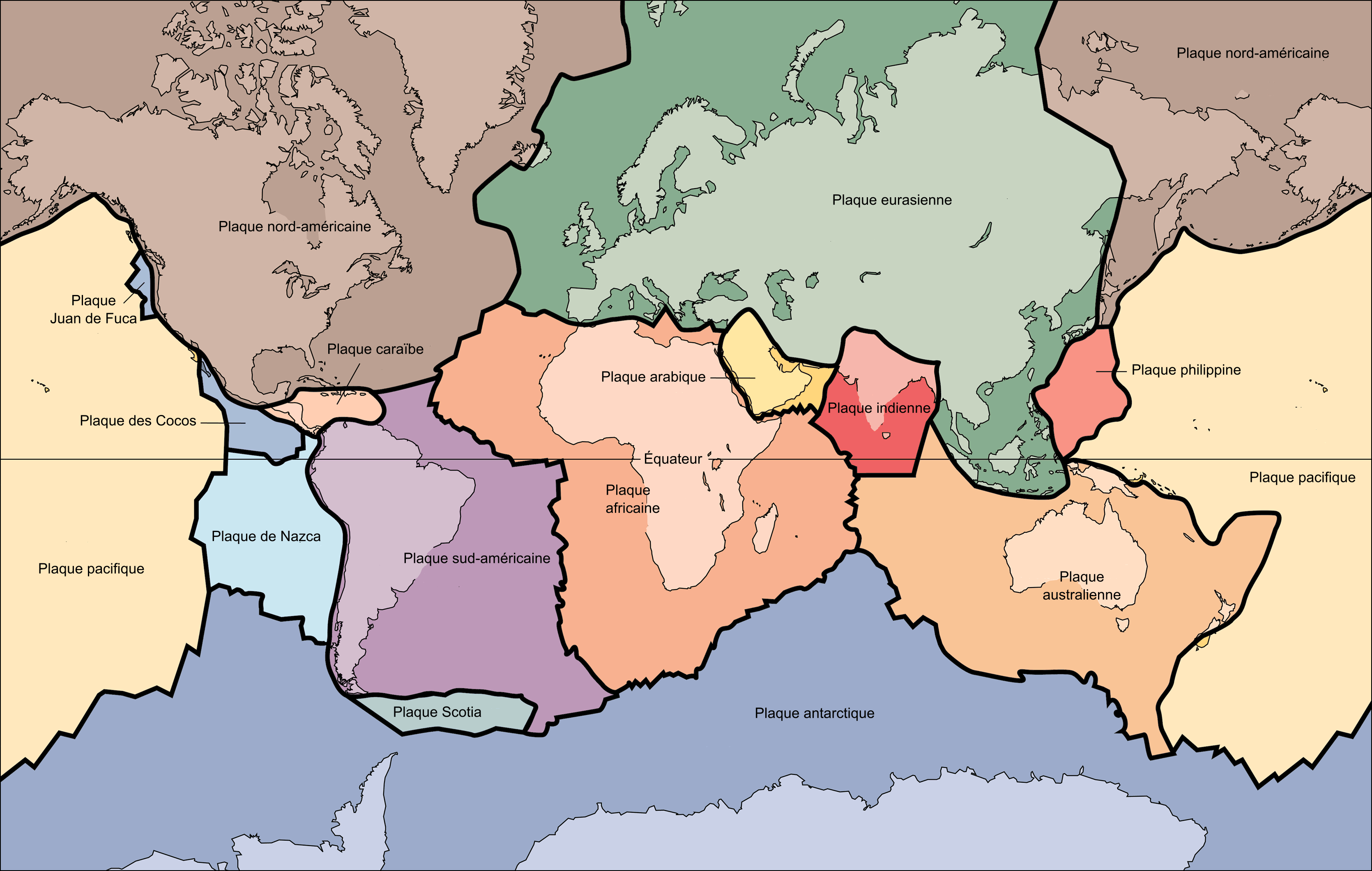
Les principales plaques tectoniques terrestres.

Tazieff est l'un des pionniers de la validation de la théorie de la tectonique des plaques. À partir de 1967, les expéditions Tazieff en Afar (Éthiopie) apportent la démonstration de l'origine océanique des structures volcaniques et tectoniques actives dans la région. Les travaux de recherche décrivant les mécanismes d'expansion en Afar donnent lieu à de nombreuses publications scientifiques entre 1967 et 1976,,. Cela induit que la frontière de plaques entre l'Afrique et l'Arabie ne passe pas en pleine mer, par le détroit de Bab-el-Mandeb, mais à terre à travers l'Afar. Varet et Barberi doivent par ailleurs batailler avec Tazieff pour le convaincre de la nature océanique et non continentale des laves du volcan Erta Ale, ce qu'il finira par accepter. En 1972, Franco Barberi et Jacques Varet, prenant le relais d'Haroun Tazieff et de Giorgio Marinelli, se voient décerner le prix L.R. Wager par la Royal Society et l'Association internationale de volcanologie et de chimie de l'intérieur de la Terre, pour leur démonstration de la nature océanique des laves de l'Afar, contrairement à celles de la vallée du Grand Rift africain qui sont continentales.
Par la suite, l'équipe Tazieff réalise dans cette région les premières mesures directes d'écartement des lèvres d'un rift océanique, par géodésie laser. Le réseau installé permet de mesurer en temps réel, lors d'un séisme en 1978, un déplacement de 1,80 m de la plaque arabique par rapport à la plaque africaine.

### Controverses

#### Crise de la Soufrière en 1976

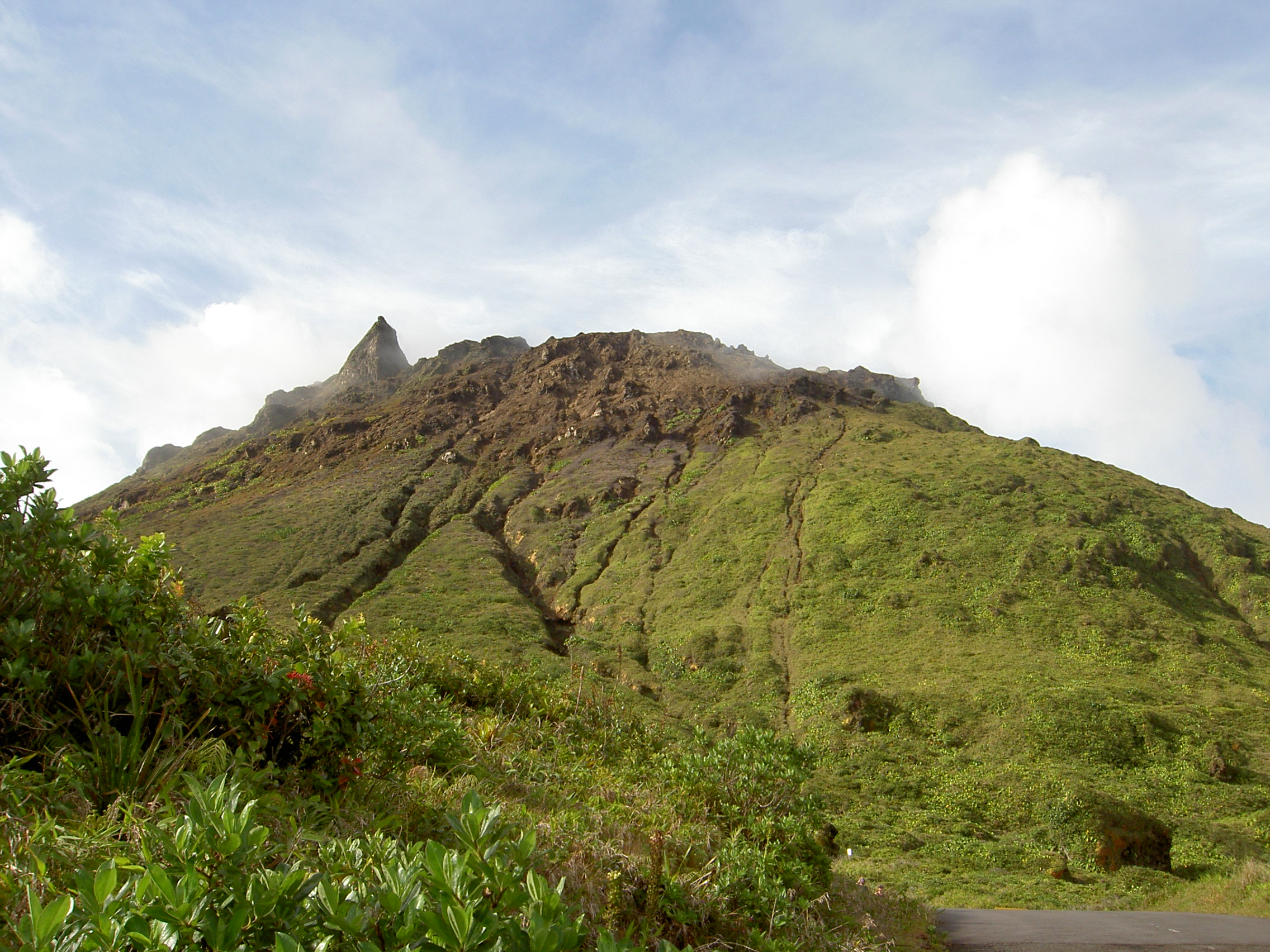
Sommet du volcan de la Soufrière en Guadeloupe.

À la suite de manifestations inquiétantes du volcan de la Soufrière en Guadeloupe depuis plusieurs mois, une violente polémique oppose Haroun Tazieff à Michel Feuillard, directeur de l'Observatoire volcanologique de la Guadeloupe et à Claude Allègre, alors son supérieur à l'Institut de physique du globe de Paris (IPGP), pendant l'été 1976. Au mois de juillet, Tazieff arrive en Guadeloupe en qualité de chef du service de volcanologie de l'IPGP, dont dépend l'observatoire de surveillance volcanologique de la Soufrière, dans le but d'ausculter le volcan qui montre des signes de réveil inquiétants. Ne diagnostiquant aucun risque immédiat pour la population, il part pour une mission en Équateur. Mais le volcan continue d'inquiéter la préfecture et les autorités locales, chaque jour amenant son lot de nouvelles secousses. Allègre envoie alors depuis Paris le professeur Brousse, qui, sur place en compagnie de Feuillard et en se fondant sur des analyses montrant de la présence de magma frais dans les laves et cendres récentes, conseille l'évacuation de 70 000 habitants proches. Pour sa part, Tazieff, de retour d'Équateur et se fondant sur son analyse de terrain après une nouvelle excursion sur le volcan, accompagné cette fois d'Allègre et de cinq autres géologues (tous manquent de peu d'être tués par une éruption expulsant d'énormes blocs de roche), affirme qu'il n'y a pas de magma frais et qu'il n'y a pas de risque imminent de nuées ardentes. L'éruption est seulement phréatique, due à la surpression de vapeur d'eau provoquée par la chaleur. Il ajoute que la surveillance permanente du volcan permet d'avoir vingt-quatre heures pour évacuer la zone habitée en cas d'éventuelle remontée de magma. Des mots peu aimables sont alors échangés par voie de presse interposée, Claude Allègre cherchant à empêcher Tazieff et les membres de son équipe de communiquer les résultats de leurs analyses. Dans le doute, les pouvoirs publics préfèrent évacuer. Finalement, il s'avère que les analyses montrant la présence de magma frais sont erronées et après plusieurs semaines, la Soufrière n'explose pas mais se calme sans provoquer de dégâts. Les populations évacuées sont autorisées à retourner chez elles le 1er décembre 1976, soit plus de trois mois après leur départ. L'économie de l'île est sinistrée.
La crise sur le volcan étant terminée, elle continue dans les instances parisiennes. En octobre 1976, Tazieff est suspendu de son poste de chef du service de volcanologie à l'IPGP, officiellement pour cause de réorganisation des services, le sien étant supprimé. Dans la foulée, il décide de démissionner et quitte ainsi définitivement l'Institut parisien.
L'année suivante, Tazieff règle ses comptes sur la scène scientifique internationale. Il publie dans la célèbre revue Nature un article dans lequel il propose une méthodologie et un code déontologique pour les volcanologues chargés d'estimer les risques liés aux éruptions sur les populations. Il estime que l'évaluation du risque volcanique doit être laissée aux seuls experts et que ceux-ci ne peuvent être que des conseillers pour les autorités. Les décisions politiques et leur mise en œuvre reviennent aux gouvernements. Puis en 1978, il publie un livre en français, La Soufrière et autres volcans. La volcanologie en danger, dans lequel il donne sa version de la crise.
Tazieff reste marqué par l'issue politique de l'affaire et ne fait plus confiance à personne, excepté ses collaborateurs historiques. L'ultime épisode se déroulera devant les tribunaux, en deux temps. D'abord en 1977, lorsque Tazieff a connaissance d'une circulaire de Maurice Mattauer, géologue à l'IPGP et proche d'Allègre, qui demande à tous les chercheurs de l'institut de soutenir publiquement ce dernier et de dénigrer explicitement les méthodes de Tazieff. Il porte plainte pour « diffamation et cabale » à son encontre. La cour d'appel confirme un premier jugement et condamne Mattauer à un franc symbolique à titre de dommages et intérêts. Puis en 1990, lors d'une interview, un journaliste revient sur la crise de 1976. Tazieff accuse alors publiquement Allègre d'avoir délibérément menti et truqué les analyses à l'époque. Ce dernier porte plainte pour diffamation. Le tribunal condamnera Tazieff à un franc symbolique à titre de dommages et intérêts.

#### Éruption du mont Saint Helens en 1980

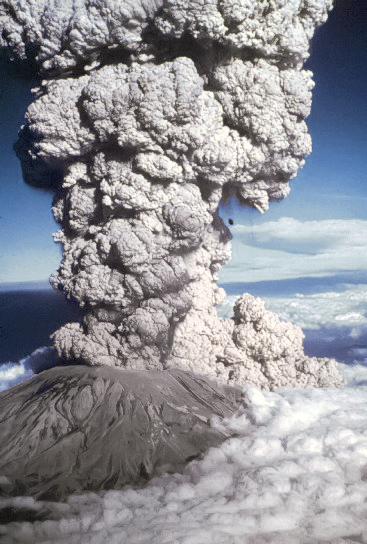
Éruption du mont Saint Helens en 1980.

La polémique rebondit en partie quatre ans plus tard, en 1980, lors de l'explosion spectaculaire du mont Saint Helens (État de Washington, États-Unis) qui tue 57 personnes le 18 mai de cette année. Haroun Tazieff qualifie en effet, quelques semaines plus tôt, le mont Saint Helens de « Petite Soufrière » alors qu'il se contente d'un survol du volcan, ce qui va à l'encontre de ce qu'il a toujours préconisé en matière de diagnostic : la répétition de longues observations de terrain au plus près du volcan. La zone étant évacuée et sécurisée, les Américains lui interdisent de se rendre sur le site et il ne peut donc pas poursuivre plus avant ses investigations. De même qu'il avait préconisé une surveillance continue de la Soufrière, indiquant que l'on aurait vingt-quatre heures pour évacuer en cas de remontée de magma frais, lorsqu'il affirme que le mont Saint Helens ne représente pas de danger immédiat, c'est à la suite de l'observation d'une éruption phréatique, bien antérieure à la catastrophe provoquée par une nuée ardente.
Ses détracteurs s'engouffrent dans cette brèche et relancent la polémique en France en pointant du doigt une erreur de diagnostic de Tazieff. Du côté américain, il semble que ses propos ait été interprétés différemment. Les volcanologues locaux ont compris que le diagnostic était valable au moment de l'inspection et non pour les jours et semaines qui suivent, la situation du volcan et les signes précurseurs évoluant au jour le jour. Certains observateurs notent que l'évacuation trop précoce de la zone (cinq semaines avant la nuée ardente) a incité certaines personnes impatientes à revenir sur place sans avoir conscience qu'une aggravation du risque était possible.

#### Éruption du Nevado del Ruiz en 1985

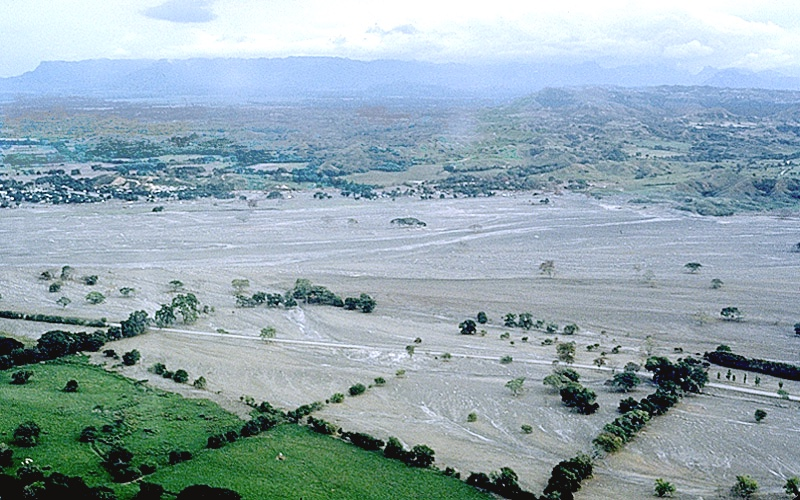
La ville d'Armero dévastée par un lahar à la suite de l'éruption du Nevado del Ruiz en 1985.

Certains de ses adversaires tentent de le tenir pour responsable de la mauvaise gestion de la crise du Nevado del Ruiz, en 1985, en Colombie. En réalité, le volcanologue italien Franco Barberi, qui a déjà vécu la polémique de la Soufrière en 1976 au côté de Tazieff, est mandaté au mois d'octobre par les autorités colombiennes pour une expertise. Il conclut à un fort risque de lahar et préconise certaines mesures de prévention. Mais il n'est pas écouté et aucune mesure n'est prise par les autorités du pays. Le 13 novembre, l'éruption du volcan provoque un terrible lahar entraînant la mort de 25 000 personnes, dont certaines plusieurs jours après la coulée par manque de moyens de secours. Le drame entraîne l'indignation de la communauté internationale et une profonde crise politique en Colombie, les autorités étant tenues pour principales responsables.
Tazieff est appelé par le président colombien pour évaluer le risque de nouveaux lahars. Son inspection conclut qu'il n'y a plus de risque. Il n'y a effectivement pas eu de second lahar.

#### Méthode VAN
En 1985, Haroun Tazieff qui est alors secrétaire d'État à la prévention des Risques majeurs découvre les travaux d'une équipe de chercheurs grecs sur la prédiction des séismes. La méthode VAN permet, selon ses inventeurs, de prédire, à partir de l'analyse des courants électriques circulant dans la croûte terrestre, le lieu et la magnitude d'un séisme imminent. Après deux visites à Athènes de Tazieff et son équipe, sur l'invitation d'un des inventeurs de VAN, une autre réunion de travail est organisée en 1986 à Paris. La décision est prise de déployer un réseau VAN en France et Tazieff obtient du gouvernement français une promesse de moyens. Quelques semaines plus tard, le gouvernement Fabius démissionne et Tazieff, avec le physicien Jacques Labeyrie, poursuivra un temps les relations de travail avec l'équipe grecque de VAN et un réseau test de stations VAN sera même installé dans le nord des Alpes en 1989.
Tazieff, bien qu'il ne soit plus directement impliqué dans le projet français et qu'il n'ait plus de responsabilité gouvernementale, continue de promouvoir la méthode VAN grâce à son influence médiatique. En effet, VAN est largement critiquée par une partie de la communauté scientifique, en Grèce, en France, et ailleurs dans le monde. Peu importe si les sismologues sont sceptiques à propos de cette nouvelle méthode qui n'a pas encore fait ses preuves, Tazieff s'enthousiasme et fonce, comme à son habitude. Et encore une fois, il s'oppose au milieu universitaire français. En 1988, il relaie à la télévision et dans les journaux les prédictions faites par VAN, qui se confirment, de deux séismes destructeurs en Grèce, relançant ainsi le débat sur la fiabilité de la méthode. En 1989, Tazieff publie en France un ouvrage faisant la promotion de la méthode VAN et qui sera traduit dans plusieurs langues dont le grec, l'anglais et le chinois. La même année, à la suite d'une longue lutte d'influence entre opposants et partisans de la méthode, le gouvernement grec coupe les crédits à l'équipe VAN.

### Vulgarisation scientifique
Haroun Tazieff, avec son apparence de baroudeur au visage buriné, son caractère entier et son franc-parler, devient rapidement une des personnalités préférées des médias et notamment de la télévision en voie de démocratisation dans les années 1950 et 1960. Dès qu'un volcan explose quelque part dans le monde, Tazieff est invité sur les plateaux de télévision pour y livrer ses explications. Sa popularité auprès du grand public est immense, tant en France qu'à l'étranger, et ne s'érode pas au fil des années. Ainsi, dans les années 1980, il figure encore régulièrement dans le haut du classement annuel de la « personnalité préférée des Français ». Il fait découvrir la volcanologie au plus grand nombre et il essaie durant toute sa carrière de faire tomber la barrière entre scientifiques et citoyens. Ainsi, quand il n'est pas en voyage d'étude sur un volcan de la planète, il participe à de nombreuses conférences et dédicace systématiquement ses livres destinés à un large public. Les récits de ses aventures ont suscité de nombreuses vocations scientifiques, parmi lesquelles celles des volcanologues Jacques-Marie Bardintzeff, Jean-Paul Toutain ou encore Salvatore Giammanco.
Il doit tout d'abord sa notoriété aux nombreux films qu'il réalise dans le but de faire connaître les volcans et la volcanologie. Il est le premier à filmer en direct des éruptions volcaniques au plus près du cratère. Les images obtenues sont spectaculaires et permettent à un large public de découvrir des phénomènes jusqu'alors inconnus. Spéléologue aguerri, il est aussi le premier à filmer une rivière souterraine (Les Eaux souterraines, en 1956), ce qui lui permet d'établir sa renommée de réalisateur « tout terrain ». Il débute avec des films court métrage, tournés en 16 mm, puis se tourne rapidement vers le 35 mm qui permet des films plus ambitieux. C'est un pionnier, avec Jacques-Yves Cousteau, du long métrage documentaire. Son film Les Rendez-vous du diable (1958) est un véritable succès critique et commercial dans le monde entier,,. Il en est de même pour Le Volcan interdit en 1966. Les nombreux prix obtenus dans les plus grands festivals internationaux témoignent de l'impact de ses films : Mostra de Venise en 1957, prix Pellman du cinéma 1959, British Academy Film Awards en 1962. Dans les années 1960, les productions hollywoodiennes n'hésitent pas à reprendre des extraits de ses films pour figurer des éruptions volcaniques cataclysmiques.
Par la suite, il délaisse peu à peu le cinéma et écrit de nombreux ouvrages de vulgarisation scientifique, mêlant le récit de ses aventures de terrain aux résultats de ses recherches en volcanologie. Il publie une trentaine d'ouvrages entre 1951 et 1996, dont certains seront réédités plusieurs fois, tels que Cratères en feu, L'Odeur du soufre : expédition en Afar, ou encore Sur l'Etna. Ses talents de narrateur et sa prose poétique sont reconnus là encore par l'obtention de plusieurs récompenses, dont le prix littéraire Jean-Walter de l'Académie française en 1966 et le prix Jean-Perrin de la Société française de physique en 1975.
Dans les années 1980, il revient derrière la caméra pour réaliser des séries d'émissions télévisuelles : Haroun Tazieff raconte sa Terre en 1984, Etna 1989 diffusé en 1991 et Le feu de la Terre en 1994. Ses réalisations servent à vulgariser la science auprès du grand public, mais également à communiquer et sensibiliser les populations dans les pays exposés au risque volcanique.
La vulgarisation de la science auprès du grand public est mal vue par la communauté scientifique française de l'époque, ce qui entraînera bien des malentendus et des jalousies. Tazieff obtient un poste et des moyens de recherche au CNRS en 1967. Pendant les quinze années précédentes, il s'autofinance grâce à ses films et ses livres, trouvant ainsi un modèle alternatif à la recherche académique classique.

### Protection de l'environnement

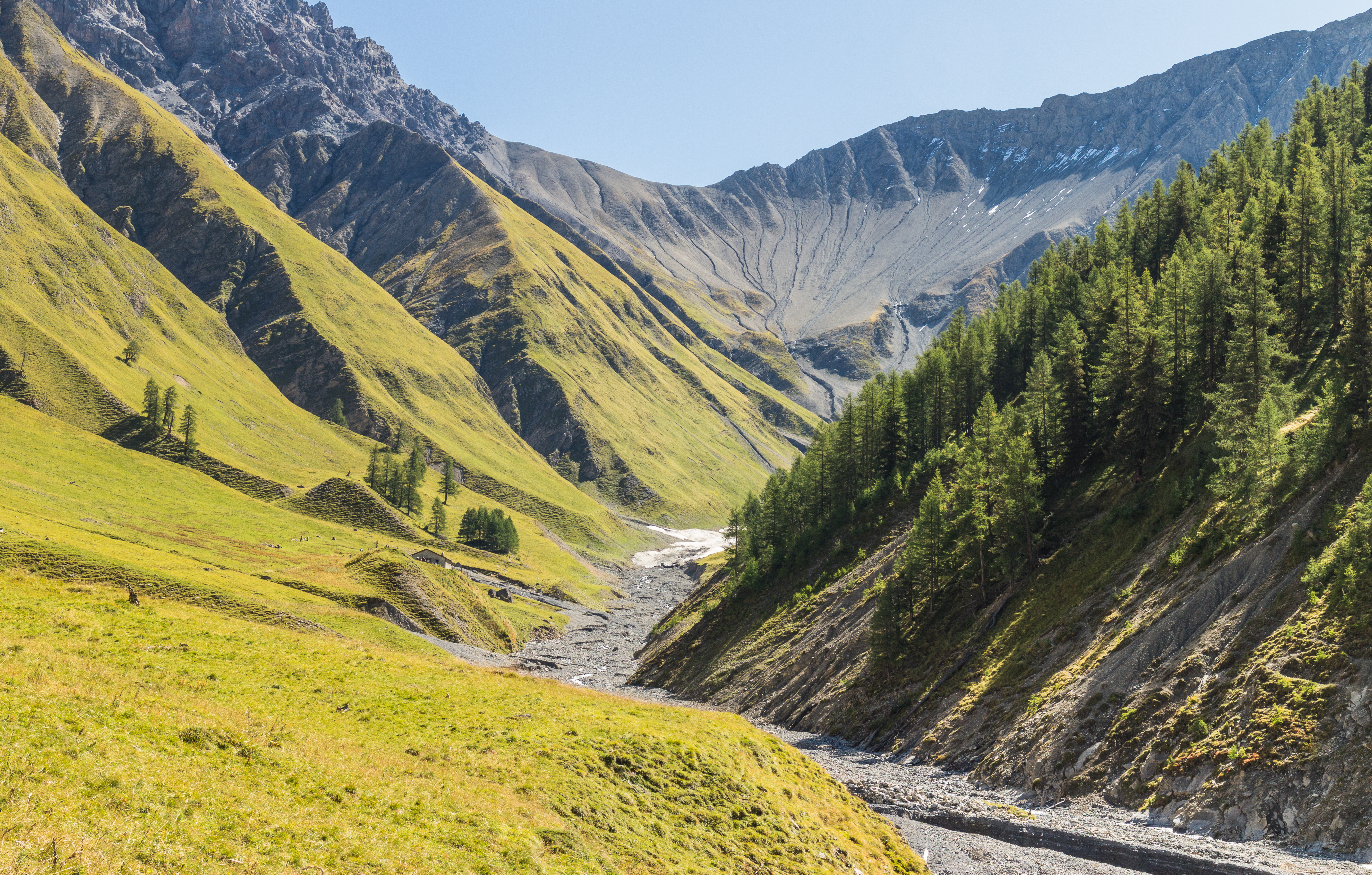
Montagne et nature, deux des passions de Tazieff.

Durant toute sa carrière de volcanologue médiatique, Haroun Tazieff aime rappeler son amour de la nature et de sa beauté, et ne cesse d'éveiller les consciences sur la nécessité de préserver notre environnement. Dès les années 1970, il alerte le public sur divers sujets tels que le réchauffement climatique, le trou dans la couche d'ozone, ou encore la pollution des eaux de surface et souterraines.
Lors de l'émission Les Dossiers de l'écran consacrée à l'Antarctique et diffusée en septembre 1979 sur Antenne 2, Tazieff évoque l'augmentation de l'effet de serre par l'accumulation de CO2 produit par les activités industrielles, entrainant une augmentation probable de la moyenne de température mondiale durant les futures décennies. Il est contredit par le commandant Jacques-Yves Cousteau, qui considère son argumentaire comme du « baratin ». Selon ce dernier, les océans peuvent capter suffisamment de CO2 pour contrebalancer les activités humaines,.
En 1974, Paul-Émile Victor crée Le groupe Paul-Émile Victor dont le but est la défense de l'Homme et de son environnement. Parmi les membres fondateurs, on retrouve Haroun Tazieff ainsi que plusieurs autres aventuriers et scientifiques de renom : Jacqueline Auriol, Alain Bombard, Jacques-Yves Cousteau, Louis Leprince-Ringuet. Ce groupe de lanceurs d'alerte élabore un programme militant en faveur du développement durable, publié en 1979. Si Tazieff s'engage contre le nucléaire civil en France, ce n'est pas en raison des risques engendrés qu'il considère minimes, mais parce qu'il juge que c'est une aberration économique sur le long terme et qu'il est préférable de développer d'autres sources d'énergie, notamment la géothermie.
Cette opposition au programme nucléaire civil français rapproche Tazieff des cercles écologiques, dont les premières organisations voient le jour. Dans les années 1980, Tazieff devient proche de Brice Lalonde, fondateur de Génération Écologie, un des tout premiers partis écologiques en France. Mais il s'éloigne rapidement de l'écologie politique qu'il considère comme une dérive. Tazieff, tour à tour ministre de gauche puis élu de droite, estime que l'écologie ne doit pas s'aligner sur les clivages politiques traditionnels.
En 1987, Tazieff, en tant qu'alpiniste chevronné, fait partie des 21 fondateurs-garants de Mountain Wilderness, une ONG internationale dont le but est de préserver une nature authentique et sauvage dans les zones de montagne. L'année suivante, il devient le premier président de la section française de l'association. Lors de son passage au gouvernement, il prend position contre l'extension de stations de sports d'hiver dans les Alpes françaises, ainsi que contre la création de nouvelles.
Connaissant très bien le système médiatique, Tazieff dénonce les dérives de celui-ci vers un catastrophisme exagéré qui déforme selon lui la réalité scientifique de certains problèmes environnementaux, ce qui finit par nuire au message écologique. Il combat ces excès dans plusieurs ouvrages destinés au grand public, notamment avec son titre provocateur La Terre va-t-elle cesser de tourner ?. Il y estime que les principaux défis à relever pour l'humanité sont la gestion des déchets, la protection de la biodiversité et la protection des ressources en eau potable.
Haroun Tazieff s'est également engagé socialement notamment avec le Secours populaire français dont il parraine en 1976 la campagne « vacances » qui vise à collecter des fonds et organiser le départ en vacances de personnes qui en sont privées.

### Centre Haroun Tazieff pour les Sciences de la Terre
À la suite du décès en 2006 de France Tazieff-Depierre, dernière épouse d'Haroun Tazieff et sa légataire universelle, le patrimoine culturel Tazieff est dispersé par ses neveux et nièces, France ayant omis de dater et signer son testament. C'est le physicien Jacques Labeyrie, compagnon et collègue d’Haroun Tazieff depuis 1950, qui demande au fils de Tazieff, Frédéric Lavachery, de créer une association patrimoniale. Les apports d'Haroun Tazieff à la volcanologie et à la politique de prévention des risques naturels et technologiques majeurs et l'actualité des enjeux au centre desquels il s'est trouvé fortement impliqué, font l'objet des travaux de cette association créée en juillet 2008, le Centre Haroun Tazieff pour les Sciences de la Terre, dont le siège social est à Arette, commune des Pyrénées-Atlantiques où se trouve le célèbre gouffre de La Pierre Saint-Martin dont Tazieff fut l'un des explorateurs en 1951 et 1952 et dont le siège administratif est à Chaudeyrolles, en Haute-Loire, au cœur du massif volcanique du Mézenc-Gerbier-de-Jonc.
Soutenue par de nombreux scientifiques, dont plusieurs anciens des équipes Tazieff, cette association inscrit son travail sur le terrain du développement local en zone rurale de moyenne montagne, notamment par des actions d'éducation populaire aux enjeux des sciences de la Terre. Elle est animée et présidée par le fils d'Haroun Tazieff, Frédéric Lavachery.
Depuis septembre 2011, le Centre Haroun Tazieff conduit avec Christine Hainaut, la directrice de l'école publique primaire Lancelot, à Privas, un projet intitulé Volcans et Paysages Européens qui a pour but de marier l'enseignement scolaire et l'éducation populaire. Ce projet a été distingué au printemps 2012, l'école Lancelot ayant reçu le prix Hippocrène de l'éducation à l'Europe et sa directrice, Christine Hainaut, le prix du Jury au 5e Forum des enseignants innovants.

### Distinctions
- 1966 : Prix Jean-Walter de l'Académie française, pour l'ensemble de son œuvre[83].
- 1966 : Prix de l'Académie des Sciences[5].
- 1966 : Oscar du courage français[5].
- 1970 : Patron's Gold Medal de la Royal Geographical Society, pour sa recherche et ses explorations dans le domaine de la volcanologie[84].
- 1971 : Prix de l'aventure sportive André de Saint-Sauveur de l'Académie des sports, pour exploit sportif exceptionnel et de caractère original[85].
- 1975 : Prix Jean-Perrin de la Société française de physique, pour un effort particulièrement réussi de popularisation de la science[86].
- 1975 : Mungo Park Medal (en) de la Royal Scottish Geographical Society, pour contribution exceptionnelle à la géographie par l'exploration dans un environnement dangereux[87].

### Hommages

#### Dans la culture et la science

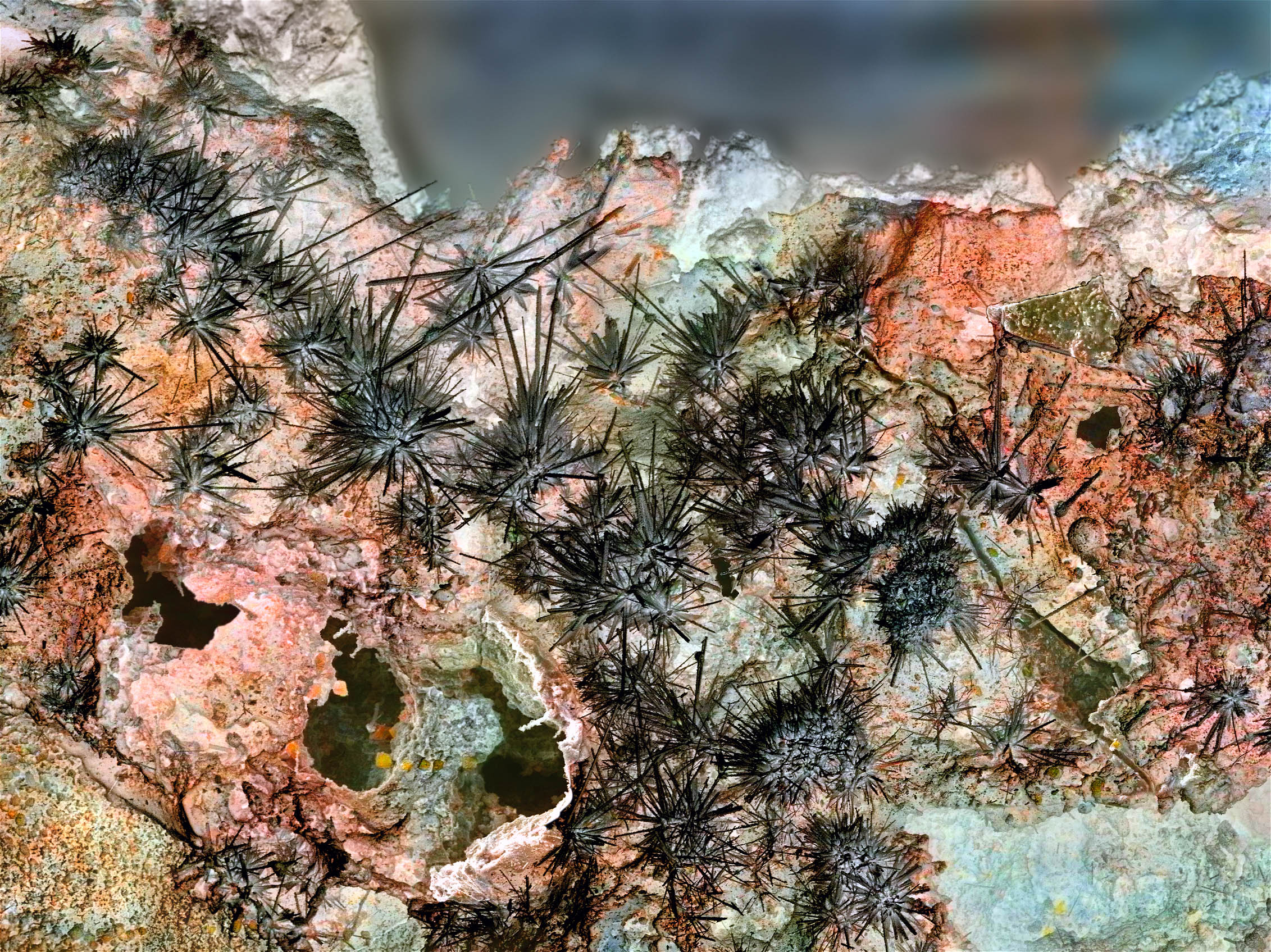
Tazieffite prélevée sur le volcan Moutnovski au Kamtchatka, Russie.

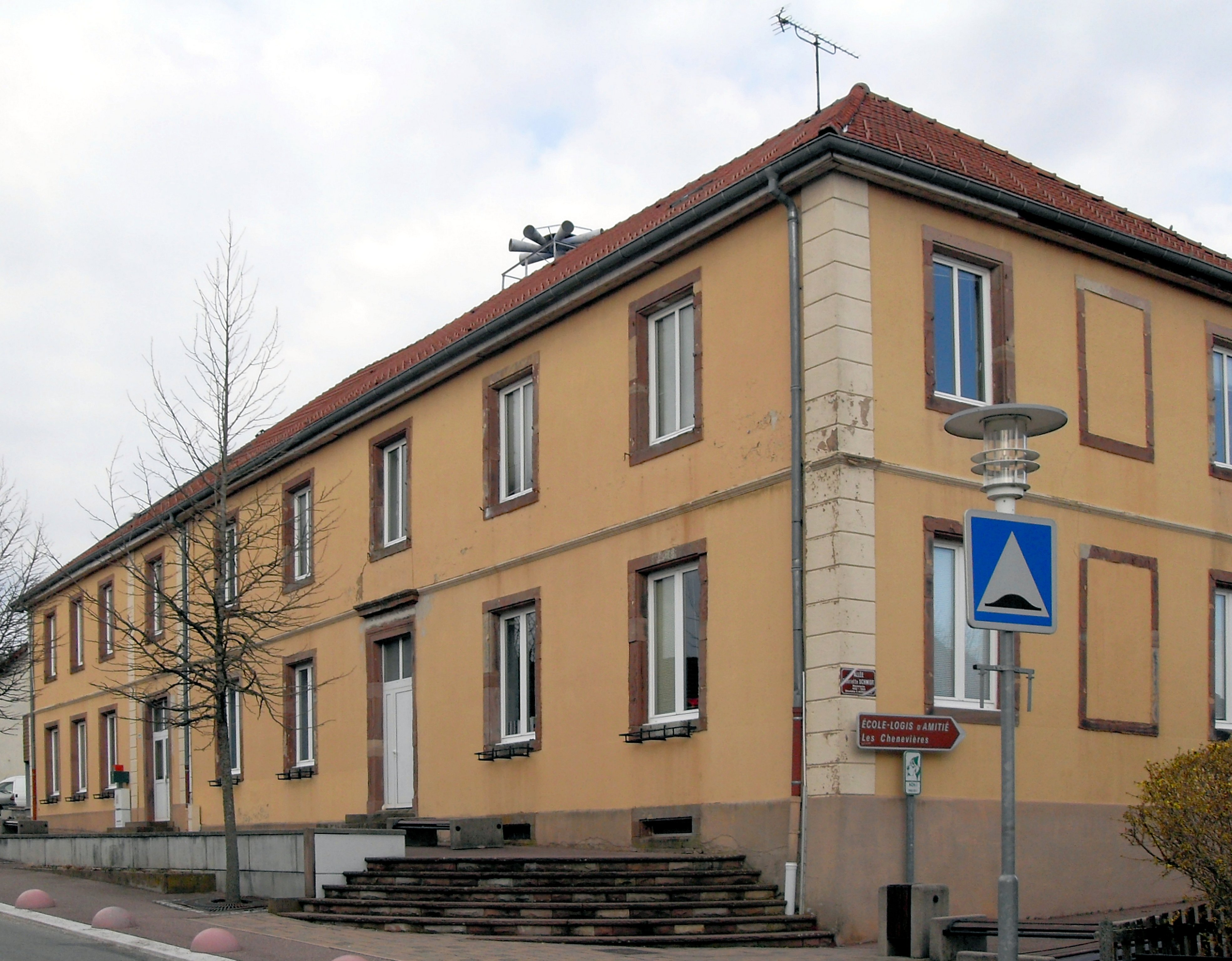
École primaire Haroun-Tazieff dans l'ancienne mairie d'Essert, Territoire de Belfort.

- Dans le film Adieu Berthe de Bruno Podalydès, où l'un des personnages, Haroun, explique que le célèbre volcanologue s'appelle en réalité Haroun Taziouff[88].
- Haroun Tazieff est évoqué dans le 406e des 480 souvenirs cités par Georges Perec dans Je me souviens.
- Chlaenius obtusus Tazieffi, une sous-espèce de coléoptères, récoltée par Tazieff au Congo et nommée en 1949 par Pierre Basilewsky[89].
- (8446) Tazieff, astéroïde de la ceinture principale découvert en 1973.
- La tazieffite, espèce minérale découverte et nommée en son honneur en 2009[90].

#### Établissements scolaires
Plusieurs établissements scolaires portent le nom d'Haroun Tazieff en France :
- L'école élémentaire de Gigean[91] dans l'Hérault.
- L'école élémentaire de Mirmande[92] dans la Drôme.
- L'école primaire des Abrets en Dauphiné[93] dans l'Isère.
- L'école primaire d'Écurie[94] dans le Pas-de-Calais.
- L'école primaire d'Essert[95] dans le Territoire de Belfort.
- Le lycée polyvalent pour les métiers du bois[96] à Saint-Paul-lès-Dax dans les Landes.

#### Installations sportives
- La tribune du terrain de rugby du stade Guy-Môquet de Drancy en Seine-Saint-Denis porte depuis le 24 février 2007 le nom d’Haroun Tazieff. Une plaque en marbre indique : « Haroun TAZIEFF (1914-1998) - Vulcanologue - Secrétaire d’État chargé de la prévention des risques naturels majeurs (1984-1986) - Joueur et Dirigeant de l'ASD Rugby (1960-1966) - « Ce qui frappe d’abord dès qu’un ballon ovale apparaît dans un groupe d’hommes, c’est l’extraordinaire chaleur qu’il dégage. » - Haroun TAZIEFF ».
- Le stade de rugby de la commune de Puyoô dans les Pyrénées-Atlantiques porte le nom d’Haroun Tazieff.

#### Voiries communales
Une quarantaine de communes françaises, dont neuf villes importantes, ont attribué le nom d'Haroun Tazieff à l'une de leurs voies communales : Bourg-en-Bresse, Cahors, La Roche-sur-Yon, Le Havre, Montpellier, Nantes, Niort, Quimper, Saint-Brieuc.

#### Vidéographie
- Frères d'armes - Haroun Tazieff, série Frères d'armes, film-portrait raconté par Didier Daeninckx, co-réalisé par Pascal Blanchard et Rachid Bouchareb, 2016, 2 minutes. [voir en ligne]

## Œuvres
Haroun Tazieff a écrit des ouvrages de vulgarisation, ainsi que plus d'une centaine de publications scientifiques. Il a également réalisé des films documentaires dont certains ont été primés.
 : document utilisé comme source pour la rédaction de cet article.

### Publications

#### Ouvrages
- Cratères en feu, Arthaud, 1951 (réimpr. 1956, 1957, 1961, 1967, 1970, 1973, 1974, 1976, 1978 1996 et 1998), 281 p. (EAN 9782700310924)
- Le Gouffre de la Pierre Saint-Martin, Arthaud, 1952 (réimpr. 1954, 1964 et 1966), 192 p. (EAN 9782700301755). . Ebook libre de droits disponible sur arsip.fr « Le gouffre de la Pierre Saint-Martin », Arthaud, 1952, p. 190
- L'Eau et le Feu, Arthaud, 1954 (réimpr. 1956, 1966 et 1967), 243 p. (EAN 2000115790979)
- Les Rendez-vous du diable (ill. Jean Reschofsky), Hachette, 1959 (réimpr. 1960, 1970 et 1975), 95 p. (EAN 2000065490677)
- Volcans et éruptions, Nestlé, 1960
- Les Volcans, Delpire, 1961 (réimpr. 1964), 105 p. (EAN 2000170462255)
- Quand la terre tremble, Fayard, 1962 (réimpr. 1967, 1975, 1981), 331 p. (EAN 2000174565211) ; avec une documentation de Valérie Thomas, 3e édition, Fayard, 1986
- Histoires de volcans (ill. Jean Lavachery), Le Livre de poche, 1964 (réimpr. 1972, 1975 et 1978), 190 p. (EAN 2000092755121)
- L'Etna et les volcanologues (Prix Vikings en 1973), Arthaud, 1971 (réimpr. 1972 et 1973), 239 p. (EAN 2000066641955)
- Les Volcans et la dérive des continents, Presses universitaires de France, 1972, 132 p.
- Vingt-cinq ans sur les volcans du globe : apprentissage (ill. Pierre Bichet), Nathan, 1974, 117 p. (EAN 2000032623978)
- Vingt-cinq ans sur les volcans du globe : volcanologues au travail (ill. Pierre Bichet), Nathan, 1975, 108 p. (EAN 2000174459237)
- L'odeur du soufre : expédition en Afar, Éditions Stock, 1975 (réimpr. 1976 et 1984), 228 p. (EAN 2000208044736)
- Cordillères, séismes et volcans, Laffont, coll. « Les grands thèmes », 1975, 228 p. (EAN 2000134810566)
- Niragongo ou le volcan interdit (ill. Pierre Bichet), Flammarion, 1975, 281 p. (EAN 2000037005533)
- Jouer avec le feu. Entretien avec Jean Lacouture et Martine Barrère, Éditions du Seuil, 1976, 252 p. (ISBN 978-2-02-004435-6).
- (it) Etna - Uno dei vulcani piu attivi del mondo, Plurigraf, 1977 (réimpr. 1989), 228 p.
- Erebus, volcan antarctique, Arthaud, 1978, 152 p. (ISBN 9782700302530).  et 1994
- La Soufrière et autres volcans. La volcanologie en danger, Flammarion, 1978, 151 p. (ISBN 9782080640697).  et 1992
- Ouvrez donc les yeux : conversations avec Claude Mossé sur quelques points brûlants d'actualité, Laffont, 1980, 255 p. (ISBN 9782221004067)
- Ça sent le soufre, Nathan, 1981, 159 p. (ISBN 9782092991015)
- Sur l'Etna, Arthaud, 1983 (réimpr. 1984 et 1991), 190 p. (ISBN 978-2-08-200452-7)
- (en) « Volcanoes », The UNESCO courier, vol. 39, no 7,‎ 1986, p. 27–37 (=https://unesdoc.unesco.org/ark:/48223/pf0000069535 [PDF]).
- La Prévision des séismes, Paris, Hachette, 1989, 139 p. (ISBN 2-01-015019-8)
- La Terre va-t-elle cesser de tourner ?, Éditions Seghers, 1989 (réimpr. 1991 et 1992), 175 p. (ISBN 9782232102653).
- Les Défis et la chance : ma vie
  - Volume 1 : De Petrograd au Niragongo, Paris, Éditions Stock, 1991, 316 p. (ISBN 2-234-02335-1). 
  - Volume 2 : Le Vagabond des volcans, Éditions Stock, 1992 (ISBN 2-234-10204-9).
- Volcans, Éditions Bordas, 1996 (réimpr. 1999), 288 p. (ISBN 978-2040271749)

#### En collaboration
- Collectif (ill. Pierre Joubert), 15 aventures en montagne, Gautier-Languereau, 1966, 252 p. (EAN 2000067044533), « Le Lac de lave »
- Collectif (ill. Georges Pichard), 15 aventures sous terre, Gautier-Languereau, 1970, 214 p. (EAN 2000083286634), « Au gouffre de la Pierre Saint Martin », p. 175-188
- Sébastien Chardin, Ils parlent de leur mère, Hachette, 1979, 183 p. (EAN 9782010063527), « Entretiens avec S. Chardin », p. 147-153
- Denis Westercamp, Martinique, Guadeloupe, Saint-Martin, la Désirade, Masson, coll. « Guides géologiques régionaux », 1980, 136 p. (ISBN 978-2-225-66682-7)
- Philippe Chartier, Maîtriser l'énergie, La Documentation française, 1983 (EAN 2000187895541)
- Yann Le Pichon, Béatrice Becquart et Paul-Émile Victor (préf. Brice Lalonde), Natura nostra, Great events éditions, 1990
- Max Derruau, Le Volcanisme et sa prévention, Elsevier Masson, 1er juin 1990, 255 p. (ISBN 978-2-225-82122-6)
- Bernard Amy et Florence Trystram, Sur l'Etna, Arthaud, 2008, 194 p. (ISBN 978-2-08-200470-1)

### Filmographie
- 1948 : Grêle de feu, court-métrage documentaire.
- 1949 : Stromboli, court-métrage documentaire.
- 1949 : Le Réveil de l'Etna, court-métrage documentaire.
- 1950 : Etna, court-métrage documentaire.
- 1953 : Le gouffre de la Pierre Saint Martin, documentaire, 18 minutes, réalisé avec Michel Bernheim, voix-off Haroun Tazieff et Jacques Labeyrie.
- 1956 : Les Eaux souterraines, film 16 mm, 25 minutes, narrateur Bernard Blier. Lauréat du prix documentaire au festival de Venise en 1957. Premier prix de l'Université de Padoue.
- 1957 : Les Volcans.
- 1958 : Les Rendez-vous du diable, production indépendante, Bruxelles, 80 minutes. Expéditions à Sakurajima, Aso-San, Taal, Anak Krakatoa, Sumbing, Mérapi, Izalco, Stromboli, Etna, Faïal. Prix Pellman du cinéma 1959. Prix Flaherty pour la version anglaise. Lauréat du meilleur court métrage au festival international du film de Melbourne (Australie) en 1962. Meilleur film documentaire aux British Academy Film Awards en 1962.
- 1963 : Stromboli, production Ciné-documents Tazieff, film 16 mm noir et blanc, 13 minutes.
- 1963 : Le lac du Niragongo, court-métrage documentaire.
- 1966 : Le Volcan interdit, Gaumont, 90 minutes. Film nommé aux Oscars en 1967, catégorie du meilleur documentaire. Grand Prix du cinéma pour la Jeunesse. Prix Parkin.
- 1973 : Erta Ale, production Ciné-documents Tazieff et CNRS images, film 16 mm, 22 minutes.
- 1974 : Izalco, Stromboli, Etna, Faïal des Açores, Les Volcans, Film Office.
- 1974 : Niragongo et éruptions fantastiques, Film Office.
- 1975 : Afar : la dérive des continents, Gaumont, 45 minutes.
- 1976 : Le Niragongo, 1976, Gaumont, 45 minutes.
- 1977 : L'Etna, Gaumont, 45 minutes.
- 1977 : L'Erebus : volcan antarctique, Gaumont, 45 minutes.
- 1980 : Gunung Merapi, CNRS images, film 16 mm, 54 minutes.
- 1982 : 7 films documentaires pédagogiques CNDP : La naissance d'un volcan, Stromboli, Solfatares et fumerolles, Coulées de lave, Lac de lave, Explosions, La naissance d'un océan, 13 minutes chacun.
- 1984 : La Terre, son visage de Jean-Luc Prévost, musique de Robert Viger, éd. Société nationale de télévision française, série Haroun Tazieff raconte sa Terre, vol. 1, 52 minutes.
- 1984 : La Mécanique de la Terre de Jean-Luc Prévost, éd. Société nationale de télévision française, série Haroun Tazieff raconte sa Terre, vol. 2, 50 minutes.
- 1984 : Les Colères de la Terre de Jean-Luc Prévost, éd. Société nationale de télévision française, série Haroun Tazieff raconte sa Terre, vol. 3, 57 minutes.
- 1984 : Déserts arides et déserts de glace de Jean-Luc Prévost, éd. Société nationale de télévision française, série Haroun Tazieff raconte sa Terre, vol. 4, 57 minutes.
- 1984 : Les Éléments naturels qui façonnent le paysage de la Terre de Jean-Luc Prévost, éd. Société nationale de télévision française, série Haroun Tazieff raconte sa Terre, vol. 5, 50 minutes.
- 1984 : Haroun Tazieff et les volcans de Jean-Luc Prévost, éd. Société nationale de télévision française, éd. Radio-France, série Haroun Tazieff raconte sa Terre, vol. 6 et vol. 7, 57 minutes et 52 minutes.
- 1984 : Volcans d'Europe et de France, série Haroun Tazieff raconte sa Terre, vol. 8.
- 1984 : Les mystères des abysses, série Haroun Tazieff raconte sa Terre, 51 minutes.
- 1984 : Les profondeurs de la planète, série Haroun Tazieff raconte sa Terre, 57 minutes.
- 1984 : Le cycle de l'eau, série Haroun Tazieff raconte sa Terre, 52 minutes.
- 1990 : L'Etna 1989.
- 1991 : Retour à Samarkand, série télévisée de quatre émissions de 52 minutes : 1.Au Battistan, 2.En pays Hunza, 3.En Kasgharie, 4.En pays Ouzbek.
- 1991 : Le feu de la Terre 1 : Du volcan interdit à la montagne de Dieu, Gaumont, 52 minutes. (Tanzanie, Kenya, Zaïre)
- 1991 : Le feu de la Terre 2 : Au royaume de Vulcain : Sur les traces d'Empédocle, Gaumont, 52 minutes. (Italie, Sicile)
- 1991 : Le feu de la Terre 3 : Le triangle de l'Afar, Gaumont, 52 minutes. (Éthiopie, Djibouti)
- 1991 : Le feu de la Terre 4 : Le boulevard des volcans ou Cordillères des volcans, Gaumont, 52 minutes. (Chili, Guatemala)
- 1991 : Le feu de la Terre 5 : Java : Les cratères fertiles, Gaumont, 52 minutes. (Indonésie)
- 1991 : Le feu de la Terre 6 : Prévoir l'imprévisible, Gaumont, 52 minutes. (Japon, Philippines, Antilles, Antarctique)
- 1992 : Les volcans, Ciné Documents Tazieff Gaumont, 90 minutes.